# Felipe I de Tarento
Felipe de Anjou (en italiano: Filippo d’Angiò; 1276-24 de diciembre de 1331) fue un príncipe de Tarento, señor del Reino de Albania, déspota de Romania, príncipe de Acaya y emperador titular de Constantinopla. Nacido en la Casa de Anjou-Sicilia como hijo del rey Carlos II de Anjou y María de Hungría, recibió el título de príncipe de Tarento en 1294. Se casó con Tamar Ángelo Comneno, heredera del Despotado de Epiro, lo que le permitió expandir sus dominios en Grecia, adquiriendo soberanía sobre Acaya, el Ducado de Atenas y Tesalia.
Felipe participó en la guerra de las Vísperas sicilianas, pero fue derrotado y capturado en la batalla de Falconara, siendo liberado en 1302 con la Paz de Caltabellota. En 1304, intentó reclamar la herencia de Epiro, pero se encontró con la negativa de su suegra, lo que dio lugar a una guerra que terminó con un acuerdo en 1306, en el que Felipe renunció a sus pretensiones sobre Epiro. En 1309, se divorció de Tamar para casarse con Catalina de Valois-Courtenay, heredera del Imperio latino de Constantinopla, y en 1313 obtuvo el título imperial.
A lo largo de su vida, Felipe estuvo involucrado en los conflictos entre güelfos y gibelinos, apoyando a los primeros. En 1315, fue derrotado en la batalla de Montecatini, donde perdió a su hijo Carlos y a su hermano Pedro. Tras la muerte de Luis de Borgoña en 1316, Felipe luchó por la sucesión del Principado de Acaya, pero después de varias disputas familiares, fue confirmado como príncipe, aunque tuvo que cederlo a su hermano Juan de Gravina por consejo del rey Roberto I de Nápoles.
En sus últimos años, Felipe trató de expandir sus dominios en los Balcanes y obtener el Condado de Provenza para su familia, pero sus intentos fueron infructuosos. Finalmente, tras la intervención del papa y las presiones del rey, renunció a sus pretensiones sobre Provenza en favor de sus sobrinas, Juana y María. Al morir, sus títulos y derechos pasaron a su hijo Roberto, quien continuó la dinastía Anjou-Tarento.

## Origen y juventud
Nacido en 1276, Felipe era el cuarto hijo de Carlos II de Anjou, rey de Nápoles, y María de Hungría. Vivió en la capital del Reino hasta los trece años bajo la tutela educativa de Étienne de La Forêt. El 3 de noviembre de 1289, su padre lo envió a la Provenza para negociar en su nombre la paz con el Reino de Aragón.
Felipe desempeñaría un papel relevante en los planes de su padre para reordenar los dominios que tenía en la Grecia latina y para ello dirigió su atención hacia el Despotado de Epiro. El hecho de tener una buena relación con este Estado cercano a sus dominios era el requisito principal para poder conservarlas. Así, en junio de 1291, Carlos II encomendó a Florencio de Henao, príncipe de Acaya, y a Pierre de l’Isle que concertara el matrimonio entre su hijo y Tamar Ángelo Comneno, hija del déspota Nicéforo I Comneno Ducas. No obstante, el emperador bizantino Andrónico II Paleólogo se opuso a estos planes y envió un ejército, que estaba asistido por una armada genovesa, para atacar la capital epirota de Arta; al principio tuvo éxito, ya que no solo pudo conquistar Ioánina, sino también Durazzo antes de emprender una retirada estratégica, pero la alianza planeada no pudo evitarse. Como incentivo para que se celebrara la boda, el rey planteó la posibilidad de conceder a su hijo el Principado de Tarento, aunque esto significaba su restauración.
El 25 de mayo de 1292, los emisarios angevinos Guillaume de Poncey y Berardo d'Atri llegaron a Epiro para concluir las negociaciones matrimoniales con Nicéforo, pero también le presentaron toda una relación de exigencias; entre ellas, que Tamar debía casarse con Felipe y vivir en el Reino de Nápoles, como había sugerido su padre a la embajada en 1291. Al mismo tiempo, tenía que transferir todo el Despotado de Epiro, incluidas conquistas posteriores, a su hija y solo se le permitía conservar el usufructo durante su vida, mientras que los castillos de Angelokastro, Vrachova, Ioánina, Naupacto y Vonitsa debían pasar a su yerno inmediatamente.

## Matrimonio con Tamar de Epiro

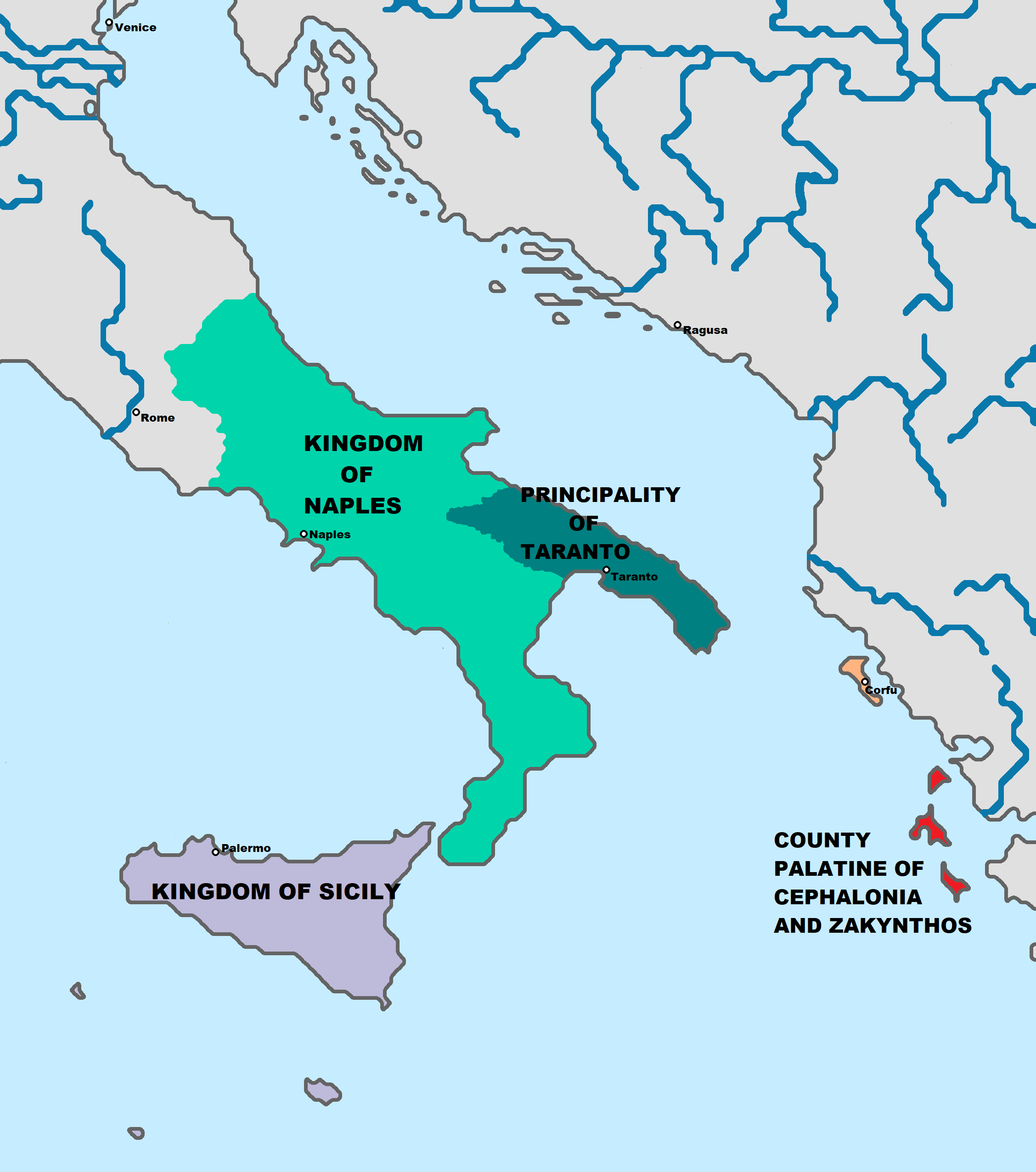
El Principado de Tarento durante la época de Felipe.

Las negociaciones fueron difíciles y largas, pero a fines de 1293 se completó el acuerdo y en julio del año siguiente se firmó el compromiso de matrimonio. Además, la mitad de Epiro pasaría a manos de Felipe cuando falleciera su suegro y el resto lo heredaría a la muerte de su suegra Ana. De esta manera, Tamar se convertiría en la heredera del Despotado y aportaría los castillos exigidos por Carlos II como dote a su matrimonio con Felipe; el hijo de Ana y Nicéforo, Tomás, sería desheredado y compensado con un castillo. El rey también cumplió su parte del trato; el 16 de diciembre de 1293 firmó el acta de concesión del Principado de Tarento a su hijo, que podría legar a sus descendientes, así como grandes propiedades en el Condado de Acerra, pero que fue expedido recién el 4 de febrero de 1294 en Aix-en-Provence, fecha en que Felipe también recibió el espaldarazo que confería su dignidad de caballero.
El 13 de agosto de 1294, Felipe y Tamar se casaron en L’Aquila, con lo que finalizaba la primera fase por parte de Carlos II de crear para su hijo un dominio que se extendería en ambos lados del mar Jónico bajo la dependencia de su Reino. Al mismo tiempo, el rey también lo invistió con la isla de Corfú, la ciudad de Butrinto, la última posesión albanesa de los angevinos; asimismo, le transfirió sus derechos y reclamos de su abuelo, Carlos I de Anjou, en el Principado de Acaya, el Reino de Albania, el Ducado de Atenas y Tesalia, aunque se mantendría como el alto señor feudal en aquellas posesiones. Felipe no aceptó la designación de rey y solo adoptó los títulos de «déspota de Romania y señor del Reino de Albania». Estas acciones lo convirtieron en uno de los señores feudales más poderosos de Nápoles y percibía unos ingresos anuales dos mil onzas de oro de sus feudos.

## Participación en las Vísperas sicilianas

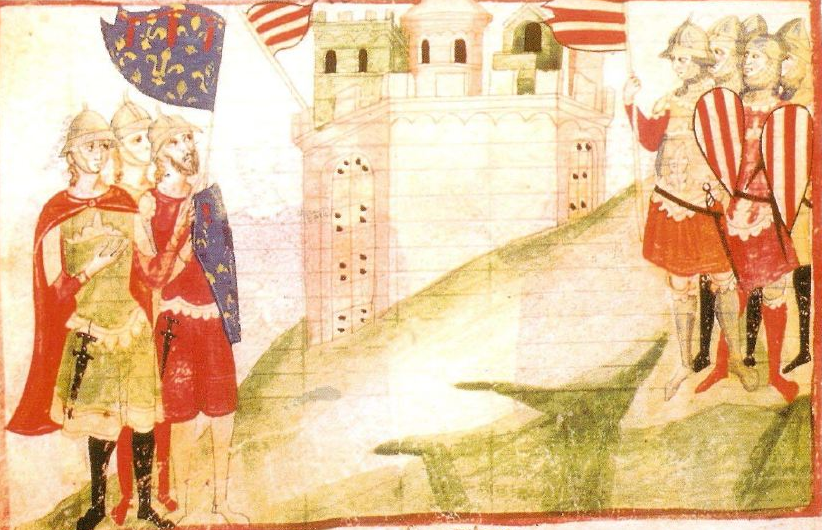
Representación de Felipe en la batalla de Falconara (1299). Nuova Cronica - ms. Chigiano L VIII 296 - Biblioteca Vaticana.

Entre 1294 y 1295, Carlos II designó a Felipe vicario general del Reino durante sus tres periodos de ausencia; sin embargo, no pudo granjearse un buen papel político durante su gobierno. En 1299, cuando las guerras de las Vísperas sicilianas llegaron a un punto álgido, tuvo la oportunidad de proceder de manera independiente tanto en lo político como en lo militar. En junio de ese año, su padre le ordenó partir hacia Catania, en Sicilia, con cuarenta galeras como refuerzos para su hermano Roberto de Calabria, que conquistó la ciudad con el apoyo de contingentes aragoneses. Con ambos ejércitos, los hermanos marcharían contra Federico III de Sicilia, que acampaba con sus tropas en las cercanías de Enna. El viaje de Felipe a Sicilia había suscitado el rechazo del papa Bonifacio VIII y de los cardenales Gerardo Bianchi y Matteo Rosso Orsini.
Sin embargo, Felipe decidió actuar por su propia cuenta y cambió de rumbo, desembarcando en Trapani. Este error proporcionó a Federico III la oportunidad de atacar por separado a ambos ejércitos, con lo que se dirigió a Trapani, encontrándose con las fuerzas del príncipe tarentino en las cercanías de Falconara. Debido a su ventaja numérica y desaciertos estratégicos de los angevinos, el 10 de diciembre de 1299 los sicilianos les infligieron una dura derrota y capturaron a Felipe y a varios de sus dignatarios. Estuvo cautivo en Cefalú y luego fue enviado a Butera, pero pudo recuperar su libertad con la Paz de Caltabellota en 1302 y retornó a Nápoles el 16 de octubre. A su regreso de Sicilia, su padre le devolvió su feudo, que había administrado por medio de un vicario. En 1304, recibió una segunda investidura, con lo que ampliaba notablemente el Principado, y también se le otorgó la alta jurisdicción penal dentro de sus feudos.

## Conflictos y cambios de poder

Escudo de armas de Felipe, el blasón de la Casa de Anjou con una banda argén desde la parte superior diestra del mismo hasta la inferior siniestra, como príncipe de Tarento.

En 1304, después de haber solucionado sus problemas, Felipe se enfocó en afianzar su poder en Acaya y Epiro, donde había fallecido su suegro. En abril de ese mismo año, mandó emisarios a la corte de Ana para que entregara la herencia prometida en el acuerdo matrimonial, pero esta no aceptó, ya que deseaba asegurar todo el Despotado para su hijo Tomás. Además, los funcionarios angevinos no habían respetado la religión de los nativos, el cristianismo ortodoxo, en los territorios que administraban, dado que esto contradecía la libertad de culto que habían garantizado a los epirotas. En junio de 1304, Carlos II respondió con la guerra debido a la negativa, por lo que encomendó a Felipe de Saboya, nuevo príncipe de Acaya, invadir Epiro. Luego de unas primeras victorias, Ana consiguió sobornarlo para que abandonara la campaña. Cuando el rey supo que este se había retirado a sus dominios, decidió otorgar a Felipe el gobierno sobre Acaya, por lo que fue despojado de su título el 5 de junio de 1306.
Felipe no había actuado en persona en estos acontecimientos, ya que había partido a Cataluña en julio de 1304 para escoltar a Sancha de Mallorca a Nápoles, donde se casaría con su hermano Roberto. No obstante, en el otoño de 1304, decidió comandar en persona la campaña contra Epiro. El 7 de octubre de ese año, su padre había prometido prestarle seis mil onzas y también lo designó capitán general de las provincias de Capitanata, la Tierra de Bari y la Tierra de Otranto para que pudiera disponer de los recursos de toda la Apulia, pero todo este apoyo resultó ser insuficiente. El 8 de junio de 1305, suscribió con los enviados epirotas un acuerdo por el que renunciaba a la mitad del Despotado, el cual debía haber heredado en su totalidad desde el principio.
No obstante, el tratado no se cumplió dado que los angevinos concluyeron una alianza el 18 de octubre de 1305 con Juan I Orsini, conde palatino de Cefalonia y Zacinto, para continuar con la guerra. Para poder financiar la campaña, Felipe empeñó durante un año los ingresos económicos de Naupacto por treinta y un mil hiperpirones y, con la aprobación de su padre, pudo vender parte de sus feudos a cambio de dieciséis mil onzas. A comienzos de junio de 1306, partió de Apulia con una armada, compuesta por veinticuatro galeras, que transportaba cuatro mil caballeros y seis mil hombres de armas. Este viaje se proponía dos objetivos: afianzar su poder en Acaya, donde el anterior príncipe todavía tenía derechos a pesar de haber sido depuesto, y acto seguido conquistar Epiro con el apoyo de los nobles aqueos y las mesnadas de Orsini. No encontró oposición y, tras una breve campaña contra los bizantinos de Morea que terminó en la conquista del castillo de Tripotamo, emprendió la invasión del Despotado. Sin embargo, la campaña fracasó completamente debido a que su ejército quedó diezmado por una epidemia de disentería. Tuvo que firmar de nuevo la paz con Ana, y así recuperar los castillos de Naupacto, Vonitsa y Butrinto, que habían sido ocupados.

## Ambiciones políticas y desafíos

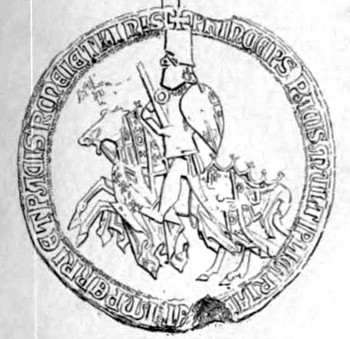
Sello de Felipe como príncipe de Tarento.

A comienzos de 1307, Felipe viajó a la curia papal que se celebró en Poitiers, ya que quería reunirse con el papa Clemente V para discutir sobre sus proyectos en Romania. En mayo de ese año, el papa le dispensó los diezmos de los Condados de Provenza, Forcalquier y el Principado de Acaya. El 11 de mayo de 1307, intentó también llegar a un acuerdo con Felipe de Saboya, al que prometió que, si renunciaba a todos sus derechos sobre el Principado, recibiría a cambio el Condado de Albe, en el Reino de Nápoles. Pero, a pesar de lo pactado, Felipe no llegó a cumplir con dicho compromiso.
El 5 de mayo de 1309, Carlos II falleció, lo que trastocó los planes del príncipe tarentino de iniciar una campaña en Epiro. El 6 de junio, su hermano Roberto, como nuevo rey, lo nombró capitán general del Reino, ya que tenía que viajar a la curia de Aviñón para ser coronado, por lo que tuvo que retrasar sus planes hasta su retorno. Cuando su hermano regresó, otro suceso volvió a alterar sus proyectos: el 15 de marzo de 1311, Gualterio V de Brienne, duque de Atenas, pereció en la batalla del río Cefiso combatiendo contra la Gran Compañía Catalana. Roberto consideró los nuevos acontecimientos y planteó a Federico III entregarle Acaya y los restos del Reino de Albania a cambio de Sicilia, pero este no llegó a aceptar la proposición.
El 1 de abril de 1311, emisarios florentinos llegaron a la corte napolitana y solicitaron que Felipe asumiera el mando de las milicias güelfas de la Toscana, ya que sus relaciones con Enrique VII del Sacro Imperio Romano Germánico se habían deteriorado y el conflicto armado parecía ya ineludible. Sin embargo, el rey no permitió a su hermano asumir el puesto para no entrar en confrontación directa con el emperador.

## Matrimonio con Catalina de Valois-Courtenay

Escudo de armas de Felipe después de su boda con Catalina de Valois-Courtenay: el blasón de la Casa de Anjou-Tarento empalmado con el escudo de armas del Imperio latino de Constantinopla.

En el otoño de 1311, Felipe se dirigió a Viena en representación de su hermano para tomar parte en el concilio organizado por Clemente V. Allí, con la anuencia del rey Jaime II de Aragón, pretendió una alianza con la Gran Compañía que utilizaría para emprender una nueva campaña contra los epirotas, pero las negociaciones no fructificaron.
En cualquier caso, su propósito primordial era conseguir la autorización para desposar a Catalina de Valois-Courtenay, hija de Carlos de Valois y Catalina de Courtenay, heredera del Imperio latino de Constantinopla. Este matrimonio podía concretarse, ya que él se había divorciado de Tamar en 1309. El papa rehusó conceder la dispensa matrimonial dado que ella ya estaba comprometida desde 1302 con el duque Hugo V de Borgoña. Pero el rey de Felipe IV de Francia la presionó, por lo que esta decidió anular su boda con su prometido en 1312 debido a que no lo consideraba lo suficientemente fuerte como para recuperar Constantinopla. Después de esto, Catalina expresó su firme deseo de casarse con Felipe y el 27 de diciembre de 1312 el papa le otorgó la ansiada dispensa.
El monarca francés dispuso los requisitos para el matrimonio. El 6 de mayo de 1313, propuso compensar al duque borgoñón con cincuenta y cinco mil libras tornesas; además, su hermano Luis, heredero del Reino de Tesalónica, se casaría con Matilde de Henao, que también tenía reclamos en Acaya. Así, Felipe tendría que conferir el Principado de Acaya a la pareja y que le rindieran homenaje, pero tenía que conseguir el permiso de su hermano para sellar el trato debido a que este era un feudo napolitano. El 29 de julio de dicho año, firmaron en Fontainebleau el contrato matrimonial, en el que se estipulaba que, si Felipe tenía hijos con Catalina, estos heredarían a su muerte sus derechos sobre el Imperio latino. Por otro lado, si su esposa fallecía primero y no llegaban a tener descendientes, recibiría la mitad de sus derechos y la otra mitad pasaría a Carlos, su primogénito habido con Tamar, y a su esposa Juana de Valois. No obstante, estos últimos solamente lo recibirían como vasallos del príncipe tarentino, ya que este sería el único en ostentar el título imperial. Asimismo, si Carlos no tuviera herederos con su esposa, sus reclamos constantinopolitanos volverían a la Casa de Valois. De la misma manera, Felipe acordó conferir el Condado de Acerra a su novia como dote y una pensión de mil doscientas onzas de oro por año.
El 29 de julio de 1313, se celebró una doble boda en Fontainebleau, Felipe con Catalina y Luis con Matilde, que fueron investidos con el Principado de Acaya. De esta manera, recibió el título de emperador de Constantinopla, aunque este carecía de valor como la denominación de déspota de Romania dado que solo era el titular de aquellos territorios.

## Conflicto entre güelfos y gibelinos

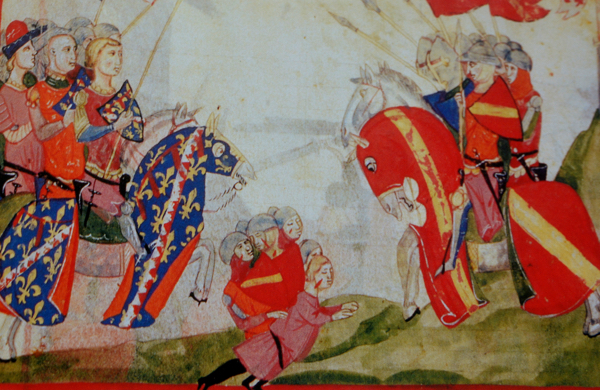
Felipe y Uguccione della Faggiola en la batalla de Montecatini (1315). Nuova Cronica - ms. Chigiano L VIII 296 - Biblioteca Vaticana.

En 1314, Felipe participó en la invasión a Sicilia emprendida por su hermano Roberto, la cual terminó en fracaso; después, en el verano de dicho año, el rey encargó a su hermano menor, Pedro de Éboli, que acaudillara las huestes güelfas florentinas frente a los gibelinos pisanos, que estaban bajo el mando del condotiero Uguccione della Faggiola; sin embargo, las maniobras del conde no tuvieron éxito, así los florentinos pidieron al rey que mandara al propio Felipe a hacerse cargo de las mesnadas güelfas de la Toscana.
El 11 de junio de 1315, marchó a Florencia junto con su hijo Carlos, quinientos caballeros y trescientos peones. Durante el viaje, que se prolongó hasta el 6 de agosto, se le unieron los toscanos, lo que incrementaba sus efectivos hasta los cuatro mil doscientos hombres de armas. Luego de haber reclutado más soldados, se dirigió a Fucecchio para reunirse con las fuerzas de su hermano Pedro. La campaña se complicó porque el príncipe tarentino había contraído malaria. El 28 de agosto, los güelfos partieron a Buggiano, donde intentaban evitar la huida de los gibelinos, que estaban asediando Montecatini y así obligarlos a encarar batalla. Felipe todavía confiaba en la victoria, ya que disponía de cuatro mil caballeros mientras que sus enemigos contaban con apenas dos mil quinientos. Un enfermo Uguccione ordenó atacar a los güelfos por sorpresa el 29 de agosto, que no tuvieron tiempo para organizarse (batalla de Montecatini). Finalmente, los gibelinos aniquilaron a casi todo el ejército enemigo tras hacerle retroceder a las marismas de Fucecchio. Carlos y Pedro murieron en combate; el príncipe tarentino, en cambio, pudo salvarse y huir a Florencia, siendo reemplazado en diciembre de 1315 por Beltrán del Balzo, aunque debido a su enfermedad permaneció en la ciudad hasta comienzos de 1316.

## Disputa por el Principado de Acaya

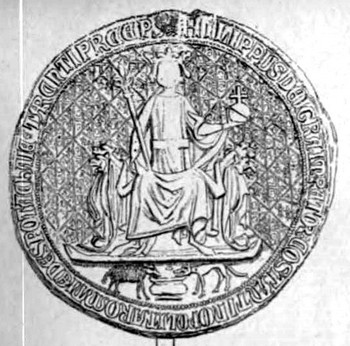
Sello de Felipe como emperador latino de Constantinopla.

Durante los años siguientes, Felipe llevó a cabo algunos intentos ocasionales para hacerse con Constantinopla mediante la búsqueda de aliados, aunque sin resultados. En julio de 1318, aún sin concretar sus siguientes maniobras, se dirigió, junto a sus hermanos Roberto y Juan de Gravina, a Génova, que estaba siendo asediada por los gibelinos. El éxito de la campaña, permitió que la ciudad estuviera subordinada a los monarcas napolitanos durante los siguientes diez años. En la primavera de 1319, viajaron a la curia de Aviñón, donde el príncipe tarentino permanecería hasta el verano de 1320. Sin embargo, sobrevinieron algunos problemas que obstaculizaron sus planes en Romania y que, a la vez, amenazaban la unidad angevina.
El 2 de agosto de 1316, Luis había fallecido y su hermano Odón IV de Borgoña reclamaba el Principado de Acaya, que, en virtud del tratado de 1313, debía pasar a su familia en caso de que su hermano falleciera sin dejar herederos. Empero, la viuda Matilde, a quien se le prometió una pensión de por vida, no deseaba desistir de sus derechos, ya que creía ser la heredera verdadera por ser hija de Isabel de Villehardouin. Felipe, por otro lado, consideraba que el Principado debía volver a sus manos puesto que lo había entregado como feudo. Para incrementar esta confusión, Roberto también se había involucrado en la disputa en su calidad de supremo feudal señor; antes de viajar a Génova, secuestró a Matilde y la llevó a Nápoles, donde fue obligada a contraer matrimonio con Juan de Gravina, que también consideraba ahora tener derechos sobre Acaya. De este modo, Felipe entró en una disputa con su hermano. Simultáneamente, su excuñado Tomás, con quien se había reconciliado, murió asesinado por su sobrino Nicolás Orsini, que se hizo con el poder en Epiro; sin embargo, el 19 de abril de 1319 el príncipe tarentino confirió a otro de sus hijos con Tamar, también llamado Felipe, el título de déspota de Romania. Para solucionar los asuntos aqueos con el conde borgoñón, intentó llegar a un acuerdo con este, así que viajó en persona al norte de Francia en el verano de 1320. No obstante, el duque decidió ceder sus derechos sobre Acaya y el Reino de Tesalónica al conde Luis de Clermont por cuarenta mil libras tornesas el 14 de abril de 1321. El 29 de abril de ese año, Felipe pudo alcanzar un trato con el conde de Clermont, quien no tenía intención de reafirmar dichos derechos. Pero, como parte del trato su hija Beatriz, debía casarse con Felipe de Romania y aportar la misma cantidad que había pagado a Odón IV como dote. A su vez, Luis cedía todos sus derechos y reclamos en Grecia al príncipe tarentino.
Para finalizar con la disputa sobre Acaya, Roberto reunió a sus hermanos e hizo que llegaran a un convenio; el rey confería a Felipe el Principado y este debía transmitírselo como un feudo a Juan. En la primavera de 1322, emprendieron una campaña en Albania bajo el mando de Roberto, hijo de Juan, con el objetivo de recuperar Durazzo, que los serbios conquistaron en 1318 y gozaba de autonomía desde 1320. Una vez terminada la campaña, la concordia entre los hermanos se disolvió y cada uno comenzó a realizar operaciones militares por su propia cuenta en Morea, pero en mayo de 1323 volvieron a unirse ante la amenaza de un ataque a Corfú por parte de Juan II Orsini, quien asesinó a su hermano Nicolás para hacerse con el trono epirota. En consecuencia, firmaron un pacto para llevar a cabo una campaña desde Epiro hasta el golfo de Corinto el 19 de mayo de aquel año. En enero de 1325, Juan fue designado comandante de la expedición y se embarcó a Morea al mando de veinticinco galeras, pero esta culminó en un completo desastre.

## Últimos años
El emperador bizantino Andrónico II Paleólogo se encontraba negociando con el rey Carlos IV de Francia y el papa Juan XXII sobre la reunificación de las Iglesias, por lo que Felipe postergó por un tiempo sus planes de conquista en los Balcanes. Pero al fracasar las negociaciones volvió a idear una nueva expedición militar. A mediados de 1326, solicitó nuevamente la asistencia de la Casa de Aragón con el fin de hacerse con los servicios de la Compañía Catalana para sus campañas militares. Después de que Federico III de Sicilia rehusara forjar alianzas matrimoniales con la Casa de Tarento, Felipe se dirigió a Jaime II de Aragón y le propuso una doble boda; su hijo Felipe se desposaría con Violante y su hija Blanca se casaría con Ramón Berenguer, ambos hijos del monarca aragonés. Las negociaciones dieron frutos y el papa concedió la dispensa matrimonial el 14 de octubre de 1327, aunque tampoco esto hizo que la Compañía cooperara con él. En enero de 1327, su hijo comenzó a preparar una nueva campaña contra los epirotas, pero los ataques de estos últimos sobre Corfú y Naupacto retrasaron el viaje.

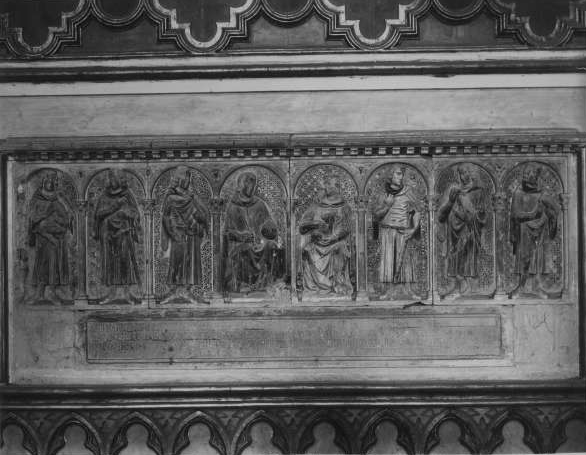
Sepulcro de Felipe de Tarento en la basílica de San Domenico Maggiore, esculpido por Tino di Camaino.

No obstante, en junio de 1331 falleció el joven Felipe, lo que obligó a cancelar todos los planes. En agosto de ese año, el príncipe tarentino firmó un pacto con Gualterio VI de Brienne, duque titular de Atenas, en el que le prometía atacar Epiro, pero solo si lo financiaba; recibiría dos tercios de la conquista y el resto sería para el duque. En el otoño de 1331, comenzó la empresa y cosechó algunos éxitos, como la conquista de Arta, la capital de Juan II Orsini, que tuvo que aceptar la soberanía angevina con el fin de recuperarla.
En el último año de su vida, Felipe tuvo la oportunidad de conseguir el Condado de Provenza. Después de la muerte del heredero de Roberto, Carlos de Calabria, el rey buscó garantizar su herencia para sus nietas, Juana y María. Pero como el testamento de Carlos II estipulaba que solo un varón podía gobernar Provenza, el príncipe tarentino exigió el condado para su familia. Este suceso originó una disputa abierta entre los hermanos hasta que el papa intervino y convenció a Felipe de que renunciara a sus pretensiones. El 3 de marzo de 1331, reconoció a sus sobrinas nietas como herederas del condado.
Felipe falleció en Nápoles el 24 de diciembre de 1331. Recibió sepultura en la iglesia de la basílica de San Domenico Maggiore, donde todavía puede verse la parte frontal de su lápida, que fue esculpida por Tino di Camaino. Su hijo Roberto, el primero que tuvo con Catalina, asumió sus títulos y derechos en Romania.

## Antepasados y descendencia
| \| \| \| \| \| \| \| \| \| \| \| \| \| \| \| \| \| \| \| \| \| \| \| \| \| \| \| \| \| \| \| \| \| \| \| \| \| \| \| \| \| \| \| \| \| \| \| \| \| \| \| \| \| \| \| \| \| \| \| Luis VIII de Francia \| \| \| \| \| \| \| \| \| \| \| \| \| \| \| \| \| \| \| \| \| \| \| \| \| \| \| \| \| \| \| \| \| \| \| \| \| \| \| \| \| \| \| \| \| \| \| \| \| \| \| \| \| \| \| \| \| \| \| \| \| \| \| \| \| \| \| \| \| \| \| \| \| \| \| \| \| \| \| \| \| \| \| \| \| \| \| \| \| \| \| \| \| \| \| \| \| \| \| \| \| \| \| \| \| \| \| \| \| \| \| \| \| \| \| \| \| \| \| \| \| \| \| \| \| \| \| \| \| \| \| \| \| \| \| \| \| \| \| \| \| \| \| \| \| \| \| \| \| \| \| \| \| \| \| \| \| \| \| \| \| \| \| \| \| \| \| \| \| \| \| \| \| \| \| \| \| \| \| \| \| \| \| \| \| \| \| \| \| \| \| \| \| \| \| \| \| \| \| \| \| \| \| \| \| \| \| \| \| \| \| \| \| \| \| \| \| \| \| \| \| \| \| \| \| \| \| \| \| \| \| \| \| \| \| \| \| \| \| \| \| \| \| \| \| \| \| \| \| \| \| \| \| \| \| \| \| \| \| \| \| \| \| \| \| \| \| \| \| \| \| \| \| \| \| \| \| \| \| \| \| \| \| \| \| \| \| \| \| \| \| \| \| \| \| \| \| \| \| \| \| \| \| \| \| \| \| \| \| \| \| \| \| \| \| \| \| \| \| \| \| \| \| \| \| \| \| \| \| \| \| \| \| \| \| \| \| \| \| \| \| \| \| \| \| \| \| \| \| \| \| \| \| \| \| \| \| \| \| \| \| \| \| \| \| \| \| \| \| \| \| \| \| \| \| \| \| \| \| \| \| \| \| \| \| \| \| \| \| \| \| \| \| \| \| \| \| \| Casa de Anjou-Sicilia \| Casa de Anjou-Sicilia \| Casa de Anjou-Sicilia \| Casa de Anjou-Sicilia \| Casa de Anjou-Sicilia \| Casa de Anjou-Sicilia \| \| \| \| \| \| \| \| \| \| \| \| \| \| \| \| \| \| \| \| \| \| \| \| \| \| \| \| \| \| \| \| \| \| \| \| \| Casa de los Capetos \| Casa de los Capetos \| Casa de los Capetos \| Casa de los Capetos \| Casa de los Capetos \| Casa de los Capetos \| \| \| \| \| \| \| \| \| \| \| \| \| \| \| \| \| \| \| \| \| \| \| \| \| \| \| \| \| \| \| \| \| \| \| \| \| \| \| \| \| \| \| \| \| \| \| \| \| \| \| \| \| \| \| \| \| \| Casa de Anjou-Sicilia \| Casa de Anjou-Sicilia \| Casa de Anjou-Sicilia \| Casa de Anjou-Sicilia \| Casa de Anjou-Sicilia \| Casa de Anjou-Sicilia \| \| \| \| \| \| \| \| \| \| \| \| \| \| \| \| \| \| \| \| \| \| \| \| \| \| \| \| \| \| \| \| \| \| \| \| \| Casa de los Capetos \| Casa de los Capetos \| Casa de los Capetos \| Casa de los Capetos \| Casa de los Capetos \| Casa de los Capetos \| \| \| \| \| \| \| \| \| \| \| \| \| \| \| \| \| \| \| \| \| \| \| \| \| \| \| \| \| \| \| \| \| \| \| \| \| \| \| \| \| \| \| \| \| \| \| \| \| \| \| \| \| \| \| \| \| \| Carlos de Anjou \| Carlos de Anjou \| Carlos de Anjou \| Carlos de Anjou \| Carlos de Anjou \| Carlos de Anjou \| \| \| \| \| \| \| \| \| \| \| \| \| \| \| \| \| \| \| \| \| \| \| \| \| \| \| \| \| \| \| \| \| \| \| \| \| Luis IX de Francia \| Luis IX de Francia \| Luis IX de Francia \| Luis IX de Francia \| Luis IX de Francia \| Luis IX de Francia \| \| \| \| \| \| \| \| \| \| \| \| \| \| \| \| \| \| \| \| \| \| \| \| \| \| \| \| \| \| \| \| \| \| \| \| \| \| \| \| \| \| \| \| \| \| \| \| \| \| \| \| \| \| \| \| \| \| Carlos de Anjou \| Carlos de Anjou \| Carlos de Anjou \| Carlos de Anjou \| Carlos de Anjou \| Carlos de Anjou \| \| \| \| \| \| \| \| \| \| \| \| \| \| \| \| \| \| \| \| \| \| \| \| \| \| \| \| \| \| \| \| \| \| \| \| \| Luis IX de Francia \| Luis IX de Francia \| Luis IX de Francia \| Luis IX de Francia \| Luis IX de Francia \| Luis IX de Francia \| \| \| \| \| \| \| \| \| \| \| \| \| \| \| \| \| \| \| \| \| \| \| \| \| \| \| \| \| \| \| \| \| \| \| \| \| \| \| \| \| \| \| \| \| \| \| \| \| \| \| \| \| \| \| \| \| \| Carlos II de Anjou \| Carlos II de Anjou \| Carlos II de Anjou \| Carlos II de Anjou \| Carlos II de Anjou \| Carlos II de Anjou \| \| \| \| \| \| \| \| \| \| \| \| \| \| \| \| \| \| \| \| \| \| \| \| \| \| \| \| \| \| \| \| \| \| \| \| \| Felipe III de Francia \| Felipe III de Francia \| Felipe III de Francia \| Felipe III de Francia \| Felipe III de Francia \| Felipe III de Francia \| \| \| \| \| \| \| \| \| \| \| \| \| \| \| \| \| \| \| \| \| \| \| \| \| \| \| \| \| \| \| \| \| \| \| \| \| \| \| \| \| \| \| \| \| \| \| \| \| \| \| \| \| \| \| \| \| \| Carlos II de Anjou \| Carlos II de Anjou \| Carlos II de Anjou \| Carlos II de Anjou \| Carlos II de Anjou \| Carlos II de Anjou \| \| \| \| \| \| \| \| \| \| \| \| \| \| \| \| \| \| \| \| \| \| \| \| \| \| \| \| \| \| \| \| \| \| \| \| \| Felipe III de Francia \| Felipe III de Francia \| Felipe III de Francia \| Felipe III de Francia \| Felipe III de Francia \| Felipe III de Francia \| \| \| \| \| \| \| \| \| \| \| \| \| \| \| \| \| \| \| \| \| \| \| \| \| \| \| \| \| \| \| \| \| \| \| \| \| \| \| \| \| \| \| \| \| \| \| \| \| \| \| \| \| \| \| \| \| \| \| \| \| \| \| \| \| \| \| \| \| \| \| \| \| \| \| \| \| \| \| \| \| \| \| \| \| \| \| \| \| \| \| \| \| \| \| \| \| \| \| \| \| \| \| \| \| \| \| \| \| \| \| \| \| \| \| \| \| \| \| \| \| \| \| \| \| \| \| \| \| \| \| Carlos Martel de Anjou-Sicilia \| Carlos Martel de Anjou-Sicilia \| Carlos Martel de Anjou-Sicilia \| Carlos Martel de Anjou-Sicilia \| Carlos Martel de Anjou-Sicilia \| Carlos Martel de Anjou-Sicilia \| \| \| \| \| \| \| \| \| \| \| \| \| \| \| Roberto I de Nápoles \| Roberto I de Nápoles \| Roberto I de Nápoles \| Roberto I de Nápoles \| Roberto I de Nápoles \| Roberto I de Nápoles \| \| \| \| \| \| \| \| \| \| \| \| \| Felipe I de Tarento \| Felipe I de Tarento \| Felipe I de Tarento \| Felipe I de Tarento \| Felipe I de Tarento \| Felipe I de Tarento \| \| \| \| \| \| \| \| \| \| \| Juan I de Durazzo \| Juan I de Durazzo \| Juan I de Durazzo \| Juan I de Durazzo \| Juan I de Durazzo \| Juan I de Durazzo \| \| \| Margarita de Anjou \| Margarita de Anjou \| Margarita de Anjou \| Margarita de Anjou \| Margarita de Anjou \| Margarita de Anjou \| \| \| \| \| \| \| Carlos de Valois \| Carlos de Valois \| Carlos de Valois \| Carlos de Valois \| Carlos de Valois \| Carlos de Valois \| \| \| \| \| \| \| \| \| \| \| \| \| \| \| \| \| \| \| \| \| \| \| \| \| \| Carlos Martel de Anjou-Sicilia \| Carlos Martel de Anjou-Sicilia \| Carlos Martel de Anjou-Sicilia \| Carlos Martel de Anjou-Sicilia \| Carlos Martel de Anjou-Sicilia \| Carlos Martel de Anjou-Sicilia \| \| \| \| \| \| \| \| \| \| \| \| \| \| \| Roberto I de Nápoles \| Roberto I de Nápoles \| Roberto I de Nápoles \| Roberto I de Nápoles \| Roberto I de Nápoles \| Roberto I de Nápoles \| \| \| \| \| \| \| \| \| \| \| \| \| Felipe I de Tarento \| Felipe I de Tarento \| Felipe I de Tarento \| Felipe I de Tarento \| Felipe I de Tarento \| Felipe I de Tarento \| \| \| \| \| \| \| \| \| \| \| Juan I de Durazzo \| Juan I de Durazzo \| Juan I de Durazzo \| Juan I de Durazzo \| Juan I de Durazzo \| Juan I de Durazzo \| \| \| Margarita de Anjou \| Margarita de Anjou \| Margarita de Anjou \| Margarita de Anjou \| Margarita de Anjou \| Margarita de Anjou \| \| \| \| \| \| \| Carlos de Valois \| Carlos de Valois \| Carlos de Valois \| Carlos de Valois \| Carlos de Valois \| Carlos de Valois \| \| \| \| \| \| \| \| \| \| \| \| \| \| \| \| \| \| \| \| \| \| \| \| \| \| \| \| \| \| \| \| \| \| \| \| \| \| \| \| \| \| \| \| \| \| \| \| \| \| \| \| \| \| \| \| \| \| \| \| \| \| \| \| \| \| \| \| \| \| \| \| \| \| \| \| \| \| \| \| \| \| \| \| \| \| \| \| \| \| \| \| \| \| \| \| \| \| \| \| \| \| \| \| \| \| \| \| \| \| \| \| \| \| \| \| \| \| \| \| \| \| \| \| \| \| \| \| \| \| \| \| \| \| \| \| \| \| \| \| \| \| \| \| \| \| \| \| \| \| \| \| \| \| \| \| \| \| \| \| \| \| \| \| \| \| \| \| \| \| \| \| \| \| \| \| \| \| \| \| \| \| \| \| \| \| \| \| \| \| \| \| \| \| \| \| \| \| \| \| \| \| \| \| \| \| \| \| \| \| \| \| \| \| \| \| \| \| \| \| \| \| \| \| \| \| \| \| \| \| \| \| \| \| \| \| \| \| \| \| \| \| \| \| \| \| \| \| \| \| \| \| \| \| \| \| \| \| \| \| \| \| \| \| \| \| \| \| \| \| \| \| \| \| \| \| \| \| \| \| \| \| \| \| \| \| \| \| \| \| \| \| \| \| \| \| \| \| \| \| \| \| \| \| Casa de Valois \| \| \| \| \| \| \| \| \| \| \| \| \| \| \| \| \| \| \| \| \| \| \| \| \| \| \| \| \| \| \| \| \| \| \| \| \| \| \| \| \| \| \| \| \| \| \| \| \| \| \| \| \| \| \| \| \| \| \| \| \| \| \| \| \| \| \| \| \| \| \| \| \| \| \| \| \| \| \| \| \| \| \| \| \| \| \| \| \| \| \| \| \| \| \| \| \| \| \| \| \| \| \| \| \| \| \| \| \| \| \| \| \| \| \| \| \| \| \| \| \| \| \| \| \| \| \| \| \| \| \| \| \| \| \| \| \| \| \| \| \| \| Carlos I de Hungría \| Carlos I de Hungría \| Carlos I de Hungría \| Carlos I de Hungría \| Carlos I de Hungría \| Carlos I de Hungría \| \| \| \| \| \| \| \| \| \| \| \| \| \| \| Carlos de Calabria \| Carlos de Calabria \| Carlos de Calabria \| Carlos de Calabria \| Carlos de Calabria \| Carlos de Calabria \| \| \| \| \| \| \| Luis de Tarento \| Luis de Tarento \| Luis de Tarento \| Luis de Tarento \| Luis de Tarento \| Luis de Tarento \| Felipe II de Tarento \| Felipe II de Tarento \| Felipe II de Tarento \| Felipe II de Tarento \| Felipe II de Tarento \| Felipe II de Tarento \| Roberto de Tarento \| Roberto de Tarento \| Roberto de Tarento \| Roberto de Tarento \| Roberto de Tarento \| Roberto de Tarento \| \| \| Carlos de Durazzo \| Carlos de Durazzo \| Carlos de Durazzo \| Carlos de Durazzo \| Carlos de Durazzo \| Carlos de Durazzo \| Luis de Gravina \| Luis de Gravina \| Luis de Gravina \| Luis de Gravina \| Luis de Gravina \| Luis de Gravina \| \| \| \| \| Felipe VI de Francia \| Felipe VI de Francia \| Felipe VI de Francia \| Felipe VI de Francia \| Felipe VI de Francia \| Felipe VI de Francia \| \| \| \| \| \| \| \| \| \| \| \| \| \| \| \| \| \| \| \| \| \| \| \| \| \| \| \| \| \| \| \| Carlos I de Hungría \| Carlos I de Hungría \| Carlos I de Hungría \| Carlos I de Hungría \| Carlos I de Hungría \| Carlos I de Hungría \| \| \| \| \| \| \| \| \| \| \| \| \| \| \| Carlos de Calabria \| Carlos de Calabria \| Carlos de Calabria \| Carlos de Calabria \| Carlos de Calabria \| Carlos de Calabria \| \| \| \| \| \| \| Luis de Tarento \| Luis de Tarento \| Luis de Tarento \| Luis de Tarento \| Luis de Tarento \| Luis de Tarento \| Felipe II de Tarento \| Felipe II de Tarento \| Felipe II de Tarento \| Felipe II de Tarento \| Felipe II de Tarento \| Felipe II de Tarento \| Roberto de Tarento \| Roberto de Tarento \| Roberto de Tarento \| Roberto de Tarento \| Roberto de Tarento \| Roberto de Tarento \| \| \| Carlos de Durazzo \| Carlos de Durazzo \| Carlos de Durazzo \| Carlos de Durazzo \| Carlos de Durazzo \| Carlos de Durazzo \| Luis de Gravina \| Luis de Gravina \| Luis de Gravina \| Luis de Gravina \| Luis de Gravina \| Luis de Gravina \| \| \| \| \| Felipe VI de Francia \| Felipe VI de Francia \| Felipe VI de Francia \| Felipe VI de Francia \| Felipe VI de Francia \| Felipe VI de Francia \| \| \| \| \| \| \| \| \| \| \| \| \| \| \| \| \| \| \| \| \| \| \| \| \| \| \| \| \| \| \| \| \| \| \| \| \| \| \| \| \| \| \| \| \| \| \| \| \| \| \| \| \| \| \| \| \| \| \| \| \| \| \| \| \| \| \| \| \| \| \| \| \| \| \| \| \| \| \| \| \| \| \| \| \| \| \| \| \| \| \| \| \| \| \| \| \| \| \| \| \| \| \| \| \| \| \| \| \| \| \| \| \| \| \| \| \| \| \| \| \| \| \| \| \| \| \| \| \| \| \| \| \| \| \| \| \| \| \| \| \| \| \| \| \| \| \| \| \| \| \| \| \| \| \| \| \| \| \| \| \| \| \| \| \| \| \| \| \| \| \| \| \| \| \| \| \| \| \| \| \| \| \| \| \| \| \| \| \| \| \| \| \| \| \| \| \| \| \| \| \| \| \| \| \| \| \| \| \| \| \| \| \| \| \| \| \| \| \| \| \| \| \| \| \| \| \| \| \| \| \| \| \| \| \| \| \| \| \| \| Luis I de Hungría \| Luis I de Hungría \| Luis I de Hungría \| Luis I de Hungría \| Luis I de Hungría \| Luis I de Hungría \| Andrés I de Nápoles \| Andrés I de Nápoles \| Andrés I de Nápoles \| Andrés I de Nápoles \| Andrés I de Nápoles \| Andrés I de Nápoles \| \| \| \| \| \| \| Juana I de Nápoles \| Juana I de Nápoles \| Juana I de Nápoles \| Juana I de Nápoles \| Juana I de Nápoles \| Juana I de Nápoles \| \| \| \| \| \| \| María de Nápoles \| María de Nápoles \| María de Nápoles \| María de Nápoles \| María de Nápoles \| María de Nápoles \| \| \| \| \| \| \| \| \| \| \| \| \| \| \| \| \| \| \| \| \| \| \| \| \| Carlos III de Nápoles \| Carlos III de Nápoles \| Carlos III de Nápoles \| Carlos III de Nápoles \| Carlos III de Nápoles \| Carlos III de Nápoles \| \| \| \| \| Juan II de Francia \| Juan II de Francia \| Juan II de Francia \| Juan II de Francia \| Juan II de Francia \| Juan II de Francia \| \| \| \| \| \| \| \| \| \| \| \| \| \| \| \| \| \| \| \| \| \| \| \| \| \| \| \| \| \| Luis I de Hungría \| Luis I de Hungría \| Luis I de Hungría \| Luis I de Hungría \| Luis I de Hungría \| Luis I de Hungría \| Andrés I de Nápoles \| Andrés I de Nápoles \| Andrés I de Nápoles \| Andrés I de Nápoles \| Andrés I de Nápoles \| Andrés I de Nápoles \| \| \| \| \| \| \| Juana I de Nápoles \| Juana I de Nápoles \| Juana I de Nápoles \| Juana I de Nápoles \| Juana I de Nápoles \| Juana I de Nápoles \| \| \| \| \| \| \| María de Nápoles \| María de Nápoles \| María de Nápoles \| María de Nápoles \| María de Nápoles \| María de Nápoles \| \| \| \| \| \| \| \| \| \| \| \| \| \| \| \| \| \| \| \| \| \| \| \| \| Carlos III de Nápoles \| Carlos III de Nápoles \| Carlos III de Nápoles \| Carlos III de Nápoles \| Carlos III de Nápoles \| Carlos III de Nápoles \| \| \| \| \| Juan II de Francia \| Juan II de Francia \| Juan II de Francia \| Juan II de Francia \| Juan II de Francia \| Juan II de Francia \| \| \| \| \| \| \| \| \| \| \| \| \| \| \| \| \| \| \| \| \| \| \| \| \| \| \| \| \| \| \| \| \| \| \| \| \| \| \| \| \| \| \| \| \| \| \| \| \| \| \| \| \| \| \| \| \| \| \| \| \| \| \| \| \| \| \| \| \| \| \| \| \| \| \| \| \| \| \| \| \| \| \| \| \| \| \| \| \| \| \| \| \| \| \| \| \| \| \| \| \| \| \| \| \| \| \| \| \| \| \| \| \| \| \| \| \| \| \| \| \| \| \| \| \| \| \| \| \| \| \| \| \| \| \| \| \| \| \| \| \| \| \| \| \| \| \| \| \| \| \| \| \| \| \| \| \| \| \| \| \| \| \| \| \| \| \| \| \| \| \| \| \| \| \| \| \| \| \| \| \| \| \| \| \| \| \| \| \| \| \| \| \| \| \| \| \| \| \| \| \| \| \| \| \| \| \| \| \| \| \| \| \| \| \| \| \| \| \| \| \| \| \| \| \| \| \| \| \| \| \| \| \| \| \| \| \| \| \| \| \| \| \| \| \| \| \| \| \| \| \| \| \| \| \| \| \| \| \| \| \| \| \| \| \| \| \| \| \| \| \| \| \| \| \| \| \| \| \| \| \| \| \| \| \| \| \| \| \| \| \| \| \| \| \| \| \| \| \| \| \| \| \| \| \| \| \| \| \| \| \| \| \| \| \| \| \| \| \| \| \| \| \| \| \| \| \| \| \| \| \| \| \| \| \| \| \| \| \| \| \| \| \| \| \| \| \| \| \| \| \| \| \| \| \| \| \| \| \| \| \| \| \| \| \| \| \| \| \| \| \| \| \| \| \| \| \| \| \| \| \| \| \| \| \| \| \| \| \| \| \| \| \| \| \| \| \| \| \| \| \| \| \| \| \| \| \| Casa de Valois-Anjou \| Casa de Valois-Anjou \| Casa de Valois-Anjou \| Casa de Valois-Anjou \| Casa de Valois-Anjou \| Casa de Valois-Anjou \| \| \| \| \| \| \| \| \| Casa de Valois \| Casa de Valois \| Casa de Valois \| Casa de Valois \| Casa de Valois \| Casa de Valois \| \| \| \| \| \| \| \| \| \| \| \| \| \| \| \| \| \| \| \| \| \| \| \| \| \| \| \| \| \| \| \| \| \| \| \| \| \| \| \| \| \| \| \| \| \| \| \| \| \| \| \| \| \| \| \| \| \| \| \| \| \| \| \| \| \| \| \| \| \| \| \| \| \| \| \| \| \| \| \| \| \| \| \| \| \| Casa de Valois-Anjou \| Casa de Valois-Anjou \| Casa de Valois-Anjou \| Casa de Valois-Anjou \| Casa de Valois-Anjou \| Casa de Valois-Anjou \| \| \| \| \| \| \| \| \| Casa de Valois \| Casa de Valois \| Casa de Valois \| Casa de Valois \| Casa de Valois \| Casa de Valois \| \| \| \| \| \| \| \| \| \| \| \| \| \| \| \| \| \| \| \| \| \| María I de Hungría \| María I de Hungría \| María I de Hungría \| María I de Hungría \| María I de Hungría \| María I de Hungría \| Eduviges I de Polonia \| Eduviges I de Polonia \| Eduviges I de Polonia \| Eduviges I de Polonia \| Eduviges I de Polonia \| Eduviges I de Polonia \| \| \| Carlos Martel de Nápoles \| Carlos Martel de Nápoles \| Carlos Martel de Nápoles \| Carlos Martel de Nápoles \| Carlos Martel de Nápoles \| Carlos Martel de Nápoles \| \| \| \| \| \| \| \| \| \| \| \| \| \| \| \| \| \| \| \| \| \| \| Margarita de Durazzo \| Margarita de Durazzo \| Margarita de Durazzo \| Margarita de Durazzo \| Margarita de Durazzo \| Margarita de Durazzo \| \| \| \| \| \| \| \| \| \| \| \| \| \| \| \| \| Luis I de Anjou \| Luis I de Anjou \| Luis I de Anjou \| Luis I de Anjou \| Luis I de Anjou \| Luis I de Anjou \| \| \| \| \| \| \| \| \| Carlos V de Francia \| Carlos V de Francia \| Carlos V de Francia \| Carlos V de Francia \| Carlos V de Francia \| Carlos V de Francia \| \| \| \| \| \| \| \| \| \| \| \| \| \| \| \| \| \| \| \| \| \| María I de Hungría \| María I de Hungría \| María I de Hungría \| María I de Hungría \| María I de Hungría \| María I de Hungría \| Eduviges I de Polonia \| Eduviges I de Polonia \| Eduviges I de Polonia \| Eduviges I de Polonia \| Eduviges I de Polonia \| Eduviges I de Polonia \| \| \| Carlos Martel de Nápoles \| Carlos Martel de Nápoles \| Carlos Martel de Nápoles \| Carlos Martel de Nápoles \| Carlos Martel de Nápoles \| Carlos Martel de Nápoles \| \| \| \| \| \| \| \| \| \| \| \| \| \| \| \| \| \| \| \| \| \| \| Margarita de Durazzo \| Margarita de Durazzo \| Margarita de Durazzo \| Margarita de Durazzo \| Margarita de Durazzo \| Margarita de Durazzo \| \| \| \| \| \| \| \| \| \| \| \| \| \| \| \| \| Luis I de Anjou \| Luis I de Anjou \| Luis I de Anjou \| Luis I de Anjou \| Luis I de Anjou \| Luis I de Anjou \| \| \| \| \| \| \| \| \| Carlos V de Francia \| Carlos V de Francia \| Carlos V de Francia \| Carlos V de Francia \| Carlos V de Francia \| Carlos V de Francia \| \| \| \| \| \| \| \| \| \| \| \| \| \| \| \| \| \| \| \| \| \| \| \| \| \| \| \| \| \| \| \| \| \| \| \| \| \| \| \| \| \| \| \| \| \| \| \| \| \| \| \| \| \| \| \| \| \| \| \| \| \| \| \| \| \| \| \| \| \| \| \| \| \| \| \| \| \| \| \| \| \| \| \| \| \| \| \| \| \| \| \| \| \| \| \| \| \| \| \| \| \| \| \| \| \| \| \| \| \| \| \| \| \| \| \| \| \| \| \| \| \| \| \| \| \| \| \| \| \| \| \| \| \| \| \| \| \| \| \| \| \| \| \| \| \| \| \| \| \| \| \| \| \| \| \| \| \| \| \| \| \| \| \| \| \| \| \| \| \| \| \| \| \| \| \| \| \| \| \| \| \| \| \| \| \| \| \| \| \| \| \| \| \| \| \| \| \| \| \| \| \| \| \| \| \| \| \| \| \| \| \| \| \| \| \| \| \| \| \| \| \| \| \| \| \| \| \| \| \| \| \| \| \| \| \| \| \| \| \| \| \| \| \| \| \| \| \| \| \| \| \| \| \| \| \| \| \| \| \| \| \| \| \| \| \| \| \| \| \| \| \| \| \| \| \| \| \| Ladislao I de Nápoles \| Ladislao I de Nápoles \| Ladislao I de Nápoles \| Ladislao I de Nápoles \| Ladislao I de Nápoles \| Ladislao I de Nápoles \| \| \| Juana II de Nápoles \| Juana II de Nápoles \| Juana II de Nápoles \| Juana II de Nápoles \| Juana II de Nápoles \| Juana II de Nápoles \| \| \| \| \| Luis II de Nápoles \| Luis II de Nápoles \| Luis II de Nápoles \| Luis II de Nápoles \| Luis II de Nápoles \| Luis II de Nápoles \| \| \| \| \| \| \| \| \| Carlos VI de Francia \| Carlos VI de Francia \| Carlos VI de Francia \| Carlos VI de Francia \| Carlos VI de Francia \| Carlos VI de Francia \| \| \| \| \| \| \| \| \| \| \| \| \| \| \| \| \| \| \| \| \| \| \| \| \| \| \| \| \| \| \| \| \| \| \| \| \| \| \| \| \| \| \| \| \| \| \| \| \| \| \| \| \| \| \| \| \| \| \| \| \| \| \| \| \| \| \| \| Ladislao I de Nápoles \| Ladislao I de Nápoles \| Ladislao I de Nápoles \| Ladislao I de Nápoles \| Ladislao I de Nápoles \| Ladislao I de Nápoles \| \| \| Juana II de Nápoles \| Juana II de Nápoles \| Juana II de Nápoles \| Juana II de Nápoles \| Juana II de Nápoles \| Juana II de Nápoles \| \| \| \| \| Luis II de Nápoles \| Luis II de Nápoles \| Luis II de Nápoles \| Luis II de Nápoles \| Luis II de Nápoles \| Luis II de Nápoles \| \| \| \| \| \| \| \| \| Carlos VI de Francia \| Carlos VI de Francia \| Carlos VI de Francia \| Carlos VI de Francia \| Carlos VI de Francia \| Carlos VI de Francia \| \| \| \| \| \| \| \| \| \| \| \| \| \| \| \| \| \| \| \| \| \| \| \| \| \| \| \| \| \| \| \| \| \| \| \| \| \| \| \| \| \| \| \| \| \| \| \| \| \| \| \| \| \| \| \| \| \| \| \| \| \| \| \| \| \| \| \| \| \| \| \| \| \| \| \| \| \| \| \| \| \| \| \| \| \| \| \| \| \| \| \| \| \| \| \| \| \| \| \| \| \| \| \| \| \| \| \| \| \| \| \| \| \| \| \| \| \| \| \| \| \| \| \| \| \| \| \| \| \| \| \| \| \| \| \| \| \| \| \| \| \| \| \| \| \| \| \| \| \| \| \| \| \| \| \| \| \| \| \| \| \| \| \| \| \| \| \| \| \| \| \| \| \| \| Luis III de Nápoles \| Luis III de Nápoles \| Luis III de Nápoles \| Luis III de Nápoles \| Luis III de Nápoles \| Luis III de Nápoles \| Renato I de Nápoles \| Renato I de Nápoles \| Renato I de Nápoles \| Renato I de Nápoles \| Renato I de Nápoles \| Renato I de Nápoles \| Carlos IV de Maine \| Carlos IV de Maine \| Carlos IV de Maine \| Carlos IV de Maine \| Carlos IV de Maine \| Carlos IV de Maine \| María de Anjou \| María de Anjou \| María de Anjou \| María de Anjou \| María de Anjou \| María de Anjou \| \| \| \| \| \| \| Carlos VII de Francia \| Carlos VII de Francia \| Carlos VII de Francia \| Carlos VII de Francia \| Carlos VII de Francia \| Carlos VII de Francia \| \| \| \| \| \| \| \| \| \| \| \| \| \| \| \| \| \| \| \| \| \| \| \| \| \| \| \| \| \| \| \| \| \| \| \| \| \| \| \| \| \| \| \| \| \| \| \| \| \| \| \| \| \| \| \| \| \| \| \| \| \| \| \| \| \| \| \| \| \| Luis III de Nápoles \| Luis III de Nápoles \| Luis III de Nápoles \| Luis III de Nápoles \| Luis III de Nápoles \| Luis III de Nápoles \| Renato I de Nápoles \| Renato I de Nápoles \| Renato I de Nápoles \| Renato I de Nápoles \| Renato I de Nápoles \| Renato I de Nápoles \| Carlos IV de Maine \| Carlos IV de Maine \| Carlos IV de Maine \| Carlos IV de Maine \| Carlos IV de Maine \| Carlos IV de Maine \| María de Anjou \| María de Anjou \| María de Anjou \| María de Anjou \| María de Anjou \| María de Anjou \| \| \| \| \| \| \| Carlos VII de Francia \| Carlos VII de Francia \| Carlos VII de Francia \| Carlos VII de Francia \| Carlos VII de Francia \| Carlos VII de Francia \| \| \| \| \| \| \| \| \| \| \| \| \| \| \| \| \| \| \| \| \| \| \| \| \| \| \| \| \| \| \| \| \| \| \| \| \| \| \| \| \| \| \| \| \| \| \| \| \| \| \| \| \| \| \| \| \| \| \| \| \| \| \| \| \| \| \| \| \| \| \| \| \| \| \| \| \| \| \| \| \| \| \| \| \| \| \| \| \| \| \| \| \| \| \| \| \| \| \| \| \| \| \| \| \| \| \| \| \| \| \| \| \| \| \| \| \| \| \| \| \| \| \| \| \| \| \| \| \| \| \| \| \| \| \| \| \| \| \| \| \| \| \| \| \| \| \| \| \| \| \| \| \| \| \| \| \| \| \| \| \| \| \| \| \| \| \| \| \| \| \| \| \| \| \| \| \| \| \| \| \| \| \| \| \| \| \| Carlos V de Maine \| Carlos V de Maine \| Carlos V de Maine \| Carlos V de Maine \| Carlos V de Maine \| Carlos V de Maine \| \| \| \| \| \| \| Luis XI de Francia \| Luis XI de Francia \| Luis XI de Francia \| Luis XI de Francia \| Luis XI de Francia \| Luis XI de Francia \| \| \| \| \| \| \| \| \| \| \| \| \| \| \| \| \| \| \| \| \| \| \| \| \| \| \| \| \| \| \| \| \| \| \| \| \| \| \| \| \| \| \| \| \| \| \| \| \| \| \| \| \| \| \| \| \| \| \| \| \| \| \| \| \| \| \| \| \| \| \| \| \| \| \| \| \| \| \| \| \| \| \| \| \| \| \| \| Carlos V de Maine \| Carlos V de Maine \| Carlos V de Maine \| Carlos V de Maine \| Carlos V de Maine \| Carlos V de Maine \| \| \| \| \| \| \| Luis XI de Francia \| Luis XI de Francia \| Luis XI de Francia \| Luis XI de Francia \| Luis XI de Francia \| Luis XI de Francia \| \| \| \| \| \| \| \| \| \| \| \| \| \| \| \| \| \| \| \| \| \| \| \| \| \| \| \| \| \| \| \| \| \| \| \| \| \| \| \| \| \| \| \| \| \| \| \| \| \| \| \| \| \| \| \| \| \| \| \| \| \| \| \| \| \| \| \| \| \| \| \| \| \| \| \| \| \| \| \| \| \| \| \| \| \| \| \| \| \| \| \| \| \| \| \| \| \| \| \| Carlos VIII de Francia \| \| \| \| \| \| \| \| \| \| \| \| \| \| \| \| \| \| \| \| \| \| \| \| \| \| \| \| \| \| \| \| |                    |                    |                    |                                |                                |                                |                                |                                |                                |                       |                       |                     |                     |                          |                          |                          |                          |                          |                          |                    |                    |                    |                    |                      |                      |                      |                      |                      |                      |  |  |                  |                  |                  |                  |                       |                       |                       |                       |                       |                       |                      |                      |                      |                      |                       |                       |                       |                       |                       |                       |                     |                     |                     |                     |                     |                     |                      |                     |                    |                    |                       |                       |                       |                       |                       |                       |                      |                      |                    |                    |                        |                      |                      |                      |                      |                      |                       |                       |                       |                       |                       |                       |  |  |  |  |  |  |  |  |  |  |  |  |  |  |  |  |  |  |  |  |
| |                    |                    |                    |                                |                                |                                |                                |                                |                                |                       |                       |                     |                     |                          |                          |                          |                          |                          |                          |                    |                    |                    |                    |                      |                      |                      |                      |                      |                      |  |  |                  |                  |                  |                  |                       |                       |                       |                       |                       |                       |                      |                      |                      |                      |                       |                       |                       |                       |                       |                       |                     |                     |                     |                     |                     |                     | Luis VIII de Francia |                     |                    |                    |                       |                       |                       |                       |                       |                       |                      |                      |                    |                    |                        |                      |                      |                      |                      |                      |                       |                       |                       |                       |                       |                       |  |  |  |  |  |  |  |  |  |  |  |  |  |  |  |  |  |  |  |  |
| |                    |                    |                    |                                |                                |                                |                                |                                |                                |                       |                       |                     |                     |                          |                          |                          |                          |                          |                          |                    |                    |                    |                    |                      |                      |                      |                      |                      |                      |  |  |                  |                  |                  |                  |                       |                       |                       |                       |                       |                       |                      |                      |                      |                      |                       |                       |                       |                       |                       |                       |                     |                     |                     |                     |                     |                     |                      |                     |                    |                    |                       |                       |                       |                       |                       |                       |                      |                      |                    |                    |                        |                      |                      |                      |                      |                      |                       |                       |                       |                       |                       |                       |  |  |  |  |  |  |  |  |  |  |  |  |  |  |  |  |  |  |  |  |
| |                    |                    |                    |                                |                                |                                |                                |                                |                                |                       |                       |                     |                     |                          |                          |                          |                          |                          |                          |                    |                    |                    |                    |                      |                      |                      |                      |                      |                      |  |  |                  |                  |                  |                  |                       |                       |                       |                       |                       |                       |                      |                      |                      |                      |                       |                       |                       |                       |                       |                       |                     |                     |                     |                     |                     |                     |                      |                     |                    |                    |                       |                       |                       |                       |                       |                       |                      |                      |                    |                    |                        |                      |                      |                      |                      |                      |                       |                       |                       |                       |                       |                       |  |  |  |  |  |  |  |  |  |  |  |  |  |  |  |  |  |  |  |  |
| |                    |                    |                    |                                |                                |                                |                                |                                |                                |                       |                       |                     |                     |                          |                          |                          |                          |                          |                          |                    |                    |                    |                    |                      |                      |                      |                      |                      |                      |  |  |                  |                  |                  |                  |                       |                       |                       |                       |                       |                       |                      |                      |                      |                      |                       |                       |                       |                       |                       |                       |                     |                     |                     |                     |                     |                     |                      |                     |                    |                    |                       |                       |                       |                       |                       |                       |                      |                      |                    |                    |                        |                      |                      |                      |                      |                      |                       |                       |                       |                       |                       |                       |  |  |  |  |  |  |  |  |  |  |  |  |  |  |  |  |  |  |  |  |
| |                    |                    |                    |                                |                                |                                |                                |                                |                                |                       |                       |                     |                     |                          |                          |                          |                          |                          |                          |                    |                    |                    |                    |                      |                      |                      |                      |                      |                      |  |  |                  |                  |                  |                  | Casa de Anjou-Sicilia | Casa de Anjou-Sicilia | Casa de Anjou-Sicilia | Casa de Anjou-Sicilia | Casa de Anjou-Sicilia | Casa de Anjou-Sicilia |                      |                      |                      |                      |                       |                       |                       |                       |                       |                       |                     |                     |                     |                     |                     |                     |                      |                     |                    |                    |                       |                       |                       |                       |                       |                       |                      |                      |                    |                    |                        |                      |                      |                      |                      |                      | Casa de los Capetos   | Casa de los Capetos   | Casa de los Capetos   | Casa de los Capetos   | Casa de los Capetos   | Casa de los Capetos   |  |  |  |  |  |  |  |  |  |  |  |  |  |  |  |  |  |  |  |  |
| |                    |                    |                    |                                |                                |                                |                                |                                |                                |                       |                       |                     |                     |                          |                          |                          |                          |                          |                          |                    |                    |                    |                    |                      |                      |                      |                      |                      |                      |  |  |                  |                  |                  |                  | Casa de Anjou-Sicilia | Casa de Anjou-Sicilia | Casa de Anjou-Sicilia | Casa de Anjou-Sicilia | Casa de Anjou-Sicilia | Casa de Anjou-Sicilia |                      |                      |                      |                      |                       |                       |                       |                       |                       |                       |                     |                     |                     |                     |                     |                     |                      |                     |                    |                    |                       |                       |                       |                       |                       |                       |                      |                      |                    |                    |                        |                      |                      |                      |                      |                      | Casa de los Capetos   | Casa de los Capetos   | Casa de los Capetos   | Casa de los Capetos   | Casa de los Capetos   | Casa de los Capetos   |  |  |  |  |  |  |  |  |  |  |  |  |  |  |  |  |  |  |  |  |
| |                    |                    |                    |                                |                                |                                |                                |                                |                                |                       |                       |                     |                     |                          |                          |                          |                          |                          |                          |                    |                    |                    |                    |                      |                      |                      |                      |                      |                      |  |  |                  |                  |                  |                  | Carlos de Anjou       | Carlos de Anjou       | Carlos de Anjou       | Carlos de Anjou       | Carlos de Anjou       | Carlos de Anjou       |                      |                      |                      |                      |                       |                       |                       |                       |                       |                       |                     |                     |                     |                     |                     |                     |                      |                     |                    |                    |                       |                       |                       |                       |                       |                       |                      |                      |                    |                    |                        |                      |                      |                      |                      |                      | Luis IX de Francia    | Luis IX de Francia    | Luis IX de Francia    | Luis IX de Francia    | Luis IX de Francia    | Luis IX de Francia    |  |  |  |  |  |  |  |  |  |  |  |  |  |  |  |  |  |  |  |  |
| |                    |                    |                    |                                |                                |                                |                                |                                |                                |                       |                       |                     |                     |                          |                          |                          |                          |                          |                          |                    |                    |                    |                    |                      |                      |                      |                      |                      |                      |  |  |                  |                  |                  |                  | Carlos de Anjou       | Carlos de Anjou       | Carlos de Anjou       | Carlos de Anjou       | Carlos de Anjou       | Carlos de Anjou       |                      |                      |                      |                      |                       |                       |                       |                       |                       |                       |                     |                     |                     |                     |                     |                     |                      |                     |                    |                    |                       |                       |                       |                       |                       |                       |                      |                      |                    |                    |                        |                      |                      |                      |                      |                      | Luis IX de Francia    | Luis IX de Francia    | Luis IX de Francia    | Luis IX de Francia    | Luis IX de Francia    | Luis IX de Francia    |  |  |  |  |  |  |  |  |  |  |  |  |  |  |  |  |  |  |  |  |
| |                    |                    |                    |                                |                                |                                |                                |                                |                                |                       |                       |                     |                     |                          |                          |                          |                          |                          |                          |                    |                    |                    |                    |                      |                      |                      |                      |                      |                      |  |  |                  |                  |                  |                  | Carlos II de Anjou    | Carlos II de Anjou    | Carlos II de Anjou    | Carlos II de Anjou    | Carlos II de Anjou    | Carlos II de Anjou    |                      |                      |                      |                      |                       |                       |                       |                       |                       |                       |                     |                     |                     |                     |                     |                     |                      |                     |                    |                    |                       |                       |                       |                       |                       |                       |                      |                      |                    |                    |                        |                      |                      |                      |                      |                      | Felipe III de Francia | Felipe III de Francia | Felipe III de Francia | Felipe III de Francia | Felipe III de Francia | Felipe III de Francia |  |  |  |  |  |  |  |  |  |  |  |  |  |  |  |  |  |  |  |  |
| |                    |                    |                    |                                |                                |                                |                                |                                |                                |                       |                       |                     |                     |                          |                          |                          |                          |                          |                          |                    |                    |                    |                    |                      |                      |                      |                      |                      |                      |  |  |                  |                  |                  |                  | Carlos II de Anjou    | Carlos II de Anjou    | Carlos II de Anjou    | Carlos II de Anjou    | Carlos II de Anjou    | Carlos II de Anjou    |                      |                      |                      |                      |                       |                       |                       |                       |                       |                       |                     |                     |                     |                     |                     |                     |                      |                     |                    |                    |                       |                       |                       |                       |                       |                       |                      |                      |                    |                    |                        |                      |                      |                      |                      |                      | Felipe III de Francia | Felipe III de Francia | Felipe III de Francia | Felipe III de Francia | Felipe III de Francia | Felipe III de Francia |  |  |  |  |  |  |  |  |  |  |  |  |  |  |  |  |  |  |  |  |
| |                    |                    |                    |                                |                                |                                |                                |                                |                                |                       |                       |                     |                     |                          |                          |                          |                          |                          |                          |                    |                    |                    |                    |                      |                      |                      |                      |                      |                      |  |  |                  |                  |                  |                  |                       |                       |                       |                       |                       |                       |                      |                      |                      |                      |                       |                       |                       |                       |                       |                       |                     |                     |                     |                     |                     |                     |                      |                     |                    |                    |                       |                       |                       |                       |                       |                       |                      |                      |                    |                    |                        |                      |                      |                      |                      |                      |                       |                       |                       |                       |                       |                       |  |  |  |  |  |  |  |  |  |  |  |  |  |  |  |  |  |  |  |  |
| |                    |                    |                    | Carlos Martel de Anjou-Sicilia | Carlos Martel de Anjou-Sicilia | Carlos Martel de Anjou-Sicilia | Carlos Martel de Anjou-Sicilia | Carlos Martel de Anjou-Sicilia | Carlos Martel de Anjou-Sicilia |                       |                       |                     |                     |                          |                          |                          |                          |                          |                          |                    |                    |                    |                    | Roberto I de Nápoles | Roberto I de Nápoles | Roberto I de Nápoles | Roberto I de Nápoles | Roberto I de Nápoles | Roberto I de Nápoles |  |  |                  |                  |                  |                  |                       |                       |                       |                       |                       |                       | Felipe I de Tarento  | Felipe I de Tarento  | Felipe I de Tarento  | Felipe I de Tarento  | Felipe I de Tarento   | Felipe I de Tarento   |                       |                       |                       |                       |                     |                     |                     |                     |                     |                     | Juan I de Durazzo    | Juan I de Durazzo   | Juan I de Durazzo  | Juan I de Durazzo  | Juan I de Durazzo     | Juan I de Durazzo     |                       |                       | Margarita de Anjou    | Margarita de Anjou    | Margarita de Anjou   | Margarita de Anjou   | Margarita de Anjou | Margarita de Anjou |                        |                      |                      |                      |                      |                      | Carlos de Valois      | Carlos de Valois      | Carlos de Valois      | Carlos de Valois      | Carlos de Valois      | Carlos de Valois      |  |  |  |  |  |  |  |  |  |  |  |  |  |  |  |  |  |  |  |  |
| |                    |                    |                    | Carlos Martel de Anjou-Sicilia | Carlos Martel de Anjou-Sicilia | Carlos Martel de Anjou-Sicilia | Carlos Martel de Anjou-Sicilia | Carlos Martel de Anjou-Sicilia | Carlos Martel de Anjou-Sicilia |                       |                       |                     |                     |                          |                          |                          |                          |                          |                          |                    |                    |                    |                    | Roberto I de Nápoles | Roberto I de Nápoles | Roberto I de Nápoles | Roberto I de Nápoles | Roberto I de Nápoles | Roberto I de Nápoles |  |  |                  |                  |                  |                  |                       |                       |                       |                       |                       |                       | Felipe I de Tarento  | Felipe I de Tarento  | Felipe I de Tarento  | Felipe I de Tarento  | Felipe I de Tarento   | Felipe I de Tarento   |                       |                       |                       |                       |                     |                     |                     |                     |                     |                     | Juan I de Durazzo    | Juan I de Durazzo   | Juan I de Durazzo  | Juan I de Durazzo  | Juan I de Durazzo     | Juan I de Durazzo     |                       |                       | Margarita de Anjou    | Margarita de Anjou    | Margarita de Anjou   | Margarita de Anjou   | Margarita de Anjou | Margarita de Anjou |                        |                      |                      |                      |                      |                      | Carlos de Valois      | Carlos de Valois      | Carlos de Valois      | Carlos de Valois      | Carlos de Valois      | Carlos de Valois      |  |  |  |  |  |  |  |  |  |  |  |  |  |  |  |  |  |  |  |  |
| |                    |                    |                    |                                |                                |                                |                                |                                |                                |                       |                       |                     |                     |                          |                          |                          |                          |                          |                          |                    |                    |                    |                    |                      |                      |                      |                      |                      |                      |  |  |                  |                  |                  |                  |                       |                       |                       |                       |                       |                       |                      |                      |                      |                      |                       |                       |                       |                       |                       |                       |                     |                     |                     |                     |                     |                     |                      |                     |                    |                    |                       |                       |                       |                       |                       |                       |                      |                      |                    |                    |                        |                      |                      |                      |                      |                      |                       |                       |                       |                       |                       |                       |  |  |  |  |  |  |  |  |  |  |  |  |  |  |  |  |  |  |  |  |
| |                    |                    |                    |                                |                                |                                |                                |                                |                                |                       |                       |                     |                     |                          |                          |                          |                          |                          |                          |                    |                    |                    |                    |                      |                      |                      |                      |                      |                      |  |  |                  |                  |                  |                  |                       |                       |                       |                       |                       |                       |                      |                      |                      |                      |                       |                       |                       |                       |                       |                       |                     |                     |                     |                     |                     |                     |                      |                     |                    |                    |                       |                       |                       |                       |                       |                       |                      |                      |                    |                    |                        |                      |                      |                      |                      |                      |                       |                       |                       |                       |                       |                       |  |  |  |  |  |  |  |  |  |  |  |  |  |  |  |  |  |  |  |  |
| |                    |                    |                    |                                |                                |                                |                                |                                |                                |                       |                       |                     |                     |                          |                          |                          |                          |                          |                          |                    |                    |                    |                    |                      |                      |                      |                      |                      |                      |  |  |                  |                  |                  |                  |                       |                       |                       |                       |                       |                       |                      |                      |                      |                      |                       |                       |                       |                       |                       |                       |                     |                     |                     |                     |                     |                     |                      |                     |                    |                    |                       |                       |                       |                       |                       |                       |                      |                      |                    |                    | Casa de Valois         |                      |                      |                      |                      |                      |                       |                       |                       |                       |                       |                       |  |  |  |  |  |  |  |  |  |  |  |  |  |  |  |  |  |  |  |  |
| |                    |                    |                    |                                |                                |                                |                                |                                |                                |                       |                       |                     |                     |                          |                          |                          |                          |                          |                          |                    |                    |                    |                    |                      |                      |                      |                      |                      |                      |  |  |                  |                  |                  |                  |                       |                       |                       |                       |                       |                       |                      |                      |                      |                      |                       |                       |                       |                       |                       |                       |                     |                     |                     |                     |                     |                     |                      |                     |                    |                    |                       |                       |                       |                       |                       |                       |                      |                      |                    |                    |                        |                      |                      |                      |                      |                      |                       |                       |                       |                       |                       |                       |  |  |  |  |  |  |  |  |  |  |  |  |  |  |  |  |  |  |  |  |
| |                    |                    |                    | Carlos I de Hungría            | Carlos I de Hungría            | Carlos I de Hungría            | Carlos I de Hungría            | Carlos I de Hungría            | Carlos I de Hungría            |                       |                       |                     |                     |                          |                          |                          |                          |                          |                          |                    |                    |                    |                    | Carlos de Calabria   | Carlos de Calabria   | Carlos de Calabria   | Carlos de Calabria   | Carlos de Calabria   | Carlos de Calabria   |  |  |                  |                  |                  |                  | Luis de Tarento       | Luis de Tarento       | Luis de Tarento       | Luis de Tarento       | Luis de Tarento       | Luis de Tarento       | Felipe II de Tarento | Felipe II de Tarento | Felipe II de Tarento | Felipe II de Tarento | Felipe II de Tarento  | Felipe II de Tarento  | Roberto de Tarento    | Roberto de Tarento    | Roberto de Tarento    | Roberto de Tarento    | Roberto de Tarento  | Roberto de Tarento  |                     |                     | Carlos de Durazzo   | Carlos de Durazzo   | Carlos de Durazzo    | Carlos de Durazzo   | Carlos de Durazzo  | Carlos de Durazzo  | Luis de Gravina       | Luis de Gravina       | Luis de Gravina       | Luis de Gravina       | Luis de Gravina       | Luis de Gravina       |                      |                      |                    |                    | Felipe VI de Francia   | Felipe VI de Francia | Felipe VI de Francia | Felipe VI de Francia | Felipe VI de Francia | Felipe VI de Francia |                       |                       |                       |                       |                       |                       |  |  |  |  |  |  |  |  |  |  |  |  |  |  |  |  |  |  |  |  |
| |                    |                    |                    | Carlos I de Hungría            | Carlos I de Hungría            | Carlos I de Hungría            | Carlos I de Hungría            | Carlos I de Hungría            | Carlos I de Hungría            |                       |                       |                     |                     |                          |                          |                          |                          |                          |                          |                    |                    |                    |                    | Carlos de Calabria   | Carlos de Calabria   | Carlos de Calabria   | Carlos de Calabria   | Carlos de Calabria   | Carlos de Calabria   |  |  |                  |                  |                  |                  | Luis de Tarento       | Luis de Tarento       | Luis de Tarento       | Luis de Tarento       | Luis de Tarento       | Luis de Tarento       | Felipe II de Tarento | Felipe II de Tarento | Felipe II de Tarento | Felipe II de Tarento | Felipe II de Tarento  | Felipe II de Tarento  | Roberto de Tarento    | Roberto de Tarento    | Roberto de Tarento    | Roberto de Tarento    | Roberto de Tarento  | Roberto de Tarento  |                     |                     | Carlos de Durazzo   | Carlos de Durazzo   | Carlos de Durazzo    | Carlos de Durazzo   | Carlos de Durazzo  | Carlos de Durazzo  | Luis de Gravina       | Luis de Gravina       | Luis de Gravina       | Luis de Gravina       | Luis de Gravina       | Luis de Gravina       |                      |                      |                    |                    | Felipe VI de Francia   | Felipe VI de Francia | Felipe VI de Francia | Felipe VI de Francia | Felipe VI de Francia | Felipe VI de Francia |                       |                       |                       |                       |                       |                       |  |  |  |  |  |  |  |  |  |  |  |  |  |  |  |  |  |  |  |  |
| |                    |                    |                    |                                |                                |                                |                                |                                |                                |                       |                       |                     |                     |                          |                          |                          |                          |                          |                          |                    |                    |                    |                    |                      |                      |                      |                      |                      |                      |  |  |                  |                  |                  |                  |                       |                       |                       |                       |                       |                       |                      |                      |                      |                      |                       |                       |                       |                       |                       |                       |                     |                     |                     |                     |                     |                     |                      |                     |                    |                    |                       |                       |                       |                       |                       |                       |                      |                      |                    |                    |                        |                      |                      |                      |                      |                      |                       |                       |                       |                       |                       |                       |  |  |  |  |  |  |  |  |  |  |  |  |  |  |  |  |  |  |  |  |
| |                    |                    |                    |                                |                                |                                |                                |                                |                                |                       |                       |                     |                     |                          |                          |                          |                          |                          |                          |                    |                    |                    |                    |                      |                      |                      |                      |                      |                      |  |  |                  |                  |                  |                  |                       |                       |                       |                       |                       |                       |                      |                      |                      |                      |                       |                       |                       |                       |                       |                       |                     |                     |                     |                     |                     |                     |                      |                     |                    |                    |                       |                       |                       |                       |                       |                       |                      |                      |                    |                    |                        |                      |                      |                      |                      |                      |                       |                       |                       |                       |                       |                       |  |  |  |  |  |  |  |  |  |  |  |  |  |  |  |  |  |  |  |  |
| |                    | Luis I de Hungría  | Luis I de Hungría  | Luis I de Hungría              | Luis I de Hungría              | Luis I de Hungría              | Luis I de Hungría              | Andrés I de Nápoles            | Andrés I de Nápoles            | Andrés I de Nápoles   | Andrés I de Nápoles   | Andrés I de Nápoles | Andrés I de Nápoles |                          |                          |                          |                          |                          |                          | Juana I de Nápoles | Juana I de Nápoles | Juana I de Nápoles | Juana I de Nápoles | Juana I de Nápoles   | Juana I de Nápoles   |                      |                      |                      |                      |  |  | María de Nápoles | María de Nápoles | María de Nápoles | María de Nápoles | María de Nápoles      | María de Nápoles      |                       |                       |                       |                       |                      |                      |                      |                      |                       |                       |                       |                       |                       |                       |                     |                     |                     |                     |                     |                     |                      |                     |                    |                    | Carlos III de Nápoles | Carlos III de Nápoles | Carlos III de Nápoles | Carlos III de Nápoles | Carlos III de Nápoles | Carlos III de Nápoles |                      |                      |                    |                    | Juan II de Francia     | Juan II de Francia   | Juan II de Francia   | Juan II de Francia   | Juan II de Francia   | Juan II de Francia   |                       |                       |                       |                       |                       |                       |  |  |  |  |  |  |  |  |  |  |  |  |  |  |  |  |  |  |  |  |
| |                    | Luis I de Hungría  | Luis I de Hungría  | Luis I de Hungría              | Luis I de Hungría              | Luis I de Hungría              | Luis I de Hungría              | Andrés I de Nápoles            | Andrés I de Nápoles            | Andrés I de Nápoles   | Andrés I de Nápoles   | Andrés I de Nápoles | Andrés I de Nápoles |                          |                          |                          |                          |                          |                          | Juana I de Nápoles | Juana I de Nápoles | Juana I de Nápoles | Juana I de Nápoles | Juana I de Nápoles   | Juana I de Nápoles   |                      |                      |                      |                      |  |  | María de Nápoles | María de Nápoles | María de Nápoles | María de Nápoles | María de Nápoles      | María de Nápoles      |                       |                       |                       |                       |                      |                      |                      |                      |                       |                       |                       |                       |                       |                       |                     |                     |                     |                     |                     |                     |                      |                     |                    |                    | Carlos III de Nápoles | Carlos III de Nápoles | Carlos III de Nápoles | Carlos III de Nápoles | Carlos III de Nápoles | Carlos III de Nápoles |                      |                      |                    |                    | Juan II de Francia     | Juan II de Francia   | Juan II de Francia   | Juan II de Francia   | Juan II de Francia   | Juan II de Francia   |                       |                       |                       |                       |                       |                       |  |  |  |  |  |  |  |  |  |  |  |  |  |  |  |  |  |  |  |  |
| |                    |                    |                    |                                |                                |                                |                                |                                |                                |                       |                       |                     |                     |                          |                          |                          |                          |                          |                          |                    |                    |                    |                    |                      |                      |                      |                      |                      |                      |  |  |                  |                  |                  |                  |                       |                       |                       |                       |                       |                       |                      |                      |                      |                      |                       |                       |                       |                       |                       |                       |                     |                     |                     |                     |                     |                     |                      |                     |                    |                    |                       |                       |                       |                       |                       |                       |                      |                      |                    |                    |                        |                      |                      |                      |                      |                      |                       |                       |                       |                       |                       |                       |  |  |  |  |  |  |  |  |  |  |  |  |  |  |  |  |  |  |  |  |
| |                    |                    |                    |                                |                                |                                |                                |                                |                                |                       |                       |                     |                     |                          |                          |                          |                          |                          |                          |                    |                    |                    |                    |                      |                      |                      |                      |                      |                      |  |  |                  |                  |                  |                  |                       |                       |                       |                       |                       |                       |                      |                      |                      |                      |                       |                       |                       |                       |                       |                       |                     |                     |                     |                     |                     |                     |                      |                     |                    |                    |                       |                       |                       |                       |                       |                       |                      |                      |                    |                    |                        |                      |                      |                      |                      |                      |                       |                       |                       |                       |                       |                       |  |  |  |  |  |  |  |  |  |  |  |  |  |  |  |  |  |  |  |  |
| |                    |                    |                    |                                |                                |                                |                                |                                |                                |                       |                       |                     |                     |                          |                          |                          |                          |                          |                          |                    |                    |                    |                    |                      |                      |                      |                      |                      |                      |  |  |                  |                  |                  |                  |                       |                       |                       |                       |                       |                       |                      |                      |                      |                      |                       |                       |                       |                       |                       |                       |                     |                     |                     |                     |                     |                     |                      |                     |                    |                    |                       |                       |                       |                       |                       |                       |                      |                      |                    |                    |                        |                      |                      |                      |                      |                      |                       |                       |                       |                       |                       |                       |  |  |  |  |  |  |  |  |  |  |  |  |  |  |  |  |  |  |  |  |
| |                    |                    |                    |                                |                                |                                |                                |                                |                                |                       |                       |                     |                     |                          |                          |                          |                          |                          |                          |                    |                    |                    |                    |                      |                      |                      |                      |                      |                      |  |  |                  |                  |                  |                  |                       |                       |                       |                       |                       |                       |                      |                      |                      |                      |                       |                       |                       |                       |                       |                       |                     |                     |                     |                     |                     |                     |                      |                     |                    |                    |                       |                       | Casa de Valois-Anjou  | Casa de Valois-Anjou  | Casa de Valois-Anjou  | Casa de Valois-Anjou  | Casa de Valois-Anjou | Casa de Valois-Anjou |                    |                    |                        |                      |                      |                      |                      |                      | Casa de Valois        | Casa de Valois        | Casa de Valois        | Casa de Valois        | Casa de Valois        | Casa de Valois        |  |  |  |  |  |  |  |  |  |  |  |  |  |  |  |  |  |  |  |  |
| |                    |                    |                    |                                |                                |                                |                                |                                |                                |                       |                       |                     |                     |                          |                          |                          |                          |                          |                          |                    |                    |                    |                    |                      |                      |                      |                      |                      |                      |  |  |                  |                  |                  |                  |                       |                       |                       |                       |                       |                       |                      |                      |                      |                      |                       |                       |                       |                       |                       |                       |                     |                     |                     |                     |                     |                     |                      |                     |                    |                    |                       |                       | Casa de Valois-Anjou  | Casa de Valois-Anjou  | Casa de Valois-Anjou  | Casa de Valois-Anjou  | Casa de Valois-Anjou | Casa de Valois-Anjou |                    |                    |                        |                      |                      |                      |                      |                      | Casa de Valois        | Casa de Valois        | Casa de Valois        | Casa de Valois        | Casa de Valois        | Casa de Valois        |  |  |  |  |  |  |  |  |  |  |  |  |  |  |  |  |  |  |  |  |
| María I de Hungría | María I de Hungría | María I de Hungría | María I de Hungría | María I de Hungría             | María I de Hungría             | Eduviges I de Polonia          | Eduviges I de Polonia          | Eduviges I de Polonia          | Eduviges I de Polonia          | Eduviges I de Polonia | Eduviges I de Polonia |                     |                     | Carlos Martel de Nápoles | Carlos Martel de Nápoles | Carlos Martel de Nápoles | Carlos Martel de Nápoles | Carlos Martel de Nápoles | Carlos Martel de Nápoles |                    |                    |                    |                    |                      |                      |                      |                      |                      |                      |  |  |                  |                  |                  |                  |                       |                       |                       |                       |                       |                       | Margarita de Durazzo | Margarita de Durazzo | Margarita de Durazzo | Margarita de Durazzo | Margarita de Durazzo  | Margarita de Durazzo  |                       |                       |                       |                       |                     |                     |                     |                     |                     |                     |                      |                     |                    |                    |                       |                       | Luis I de Anjou       | Luis I de Anjou       | Luis I de Anjou       | Luis I de Anjou       | Luis I de Anjou      | Luis I de Anjou      |                    |                    |                        |                      |                      |                      |                      |                      | Carlos V de Francia   | Carlos V de Francia   | Carlos V de Francia   | Carlos V de Francia   | Carlos V de Francia   | Carlos V de Francia   |  |  |  |  |  |  |  |  |  |  |  |  |  |  |  |  |  |  |  |  |
| María I de Hungría | María I de Hungría | María I de Hungría | María I de Hungría | María I de Hungría             | María I de Hungría             | Eduviges I de Polonia          | Eduviges I de Polonia          | Eduviges I de Polonia          | Eduviges I de Polonia          | Eduviges I de Polonia | Eduviges I de Polonia |                     |                     | Carlos Martel de Nápoles | Carlos Martel de Nápoles | Carlos Martel de Nápoles | Carlos Martel de Nápoles | Carlos Martel de Nápoles | Carlos Martel de Nápoles |                    |                    |                    |                    |                      |                      |                      |                      |                      |                      |  |  |                  |                  |                  |                  |                       |                       |                       |                       |                       |                       | Margarita de Durazzo | Margarita de Durazzo | Margarita de Durazzo | Margarita de Durazzo | Margarita de Durazzo  | Margarita de Durazzo  |                       |                       |                       |                       |                     |                     |                     |                     |                     |                     |                      |                     |                    |                    |                       |                       | Luis I de Anjou       | Luis I de Anjou       | Luis I de Anjou       | Luis I de Anjou       | Luis I de Anjou      | Luis I de Anjou      |                    |                    |                        |                      |                      |                      |                      |                      | Carlos V de Francia   | Carlos V de Francia   | Carlos V de Francia   | Carlos V de Francia   | Carlos V de Francia   | Carlos V de Francia   |  |  |  |  |  |  |  |  |  |  |  |  |  |  |  |  |  |  |  |  |
| |                    |                    |                    |                                |                                |                                |                                |                                |                                |                       |                       |                     |                     |                          |                          |                          |                          |                          |                          |                    |                    |                    |                    |                      |                      |                      |                      |                      |                      |  |  |                  |                  |                  |                  |                       |                       |                       |                       |                       |                       |                      |                      |                      |                      |                       |                       |                       |                       |                       |                       |                     |                     |                     |                     |                     |                     |                      |                     |                    |                    |                       |                       |                       |                       |                       |                       |                      |                      |                    |                    |                        |                      |                      |                      |                      |                      |                       |                       |                       |                       |                       |                       |  |  |  |  |  |  |  |  |  |  |  |  |  |  |  |  |  |  |  |  |
| |                    |                    |                    |                                |                                |                                |                                |                                |                                |                       |                       |                     |                     |                          |                          |                          |                          |                          |                          |                    |                    |                    |                    |                      |                      |                      |                      |                      |                      |  |  |                  |                  |                  |                  |                       |                       |                       |                       |                       |                       |                      |                      |                      |                      |                       |                       |                       |                       |                       |                       |                     |                     |                     |                     |                     |                     |                      |                     |                    |                    |                       |                       |                       |                       |                       |                       |                      |                      |                    |                    |                        |                      |                      |                      |                      |                      |                       |                       |                       |                       |                       |                       |  |  |  |  |  |  |  |  |  |  |  |  |  |  |  |  |  |  |  |  |
| |                    |                    |                    |                                |                                |                                |                                |                                |                                |                       |                       |                     |                     |                          |                          |                          |                          |                          |                          |                    |                    |                    |                    |                      |                      |                      |                      |                      |                      |  |  |                  |                  |                  |                  |                       |                       |                       |                       |                       |                       |                      |                      |                      |                      | Ladislao I de Nápoles | Ladislao I de Nápoles | Ladislao I de Nápoles | Ladislao I de Nápoles | Ladislao I de Nápoles | Ladislao I de Nápoles |                     |                     | Juana II de Nápoles | Juana II de Nápoles | Juana II de Nápoles | Juana II de Nápoles | Juana II de Nápoles  | Juana II de Nápoles |                    |                    |                       |                       | Luis II de Nápoles    | Luis II de Nápoles    | Luis II de Nápoles    | Luis II de Nápoles    | Luis II de Nápoles   | Luis II de Nápoles   |                    |                    |                        |                      |                      |                      |                      |                      | Carlos VI de Francia  | Carlos VI de Francia  | Carlos VI de Francia  | Carlos VI de Francia  | Carlos VI de Francia  | Carlos VI de Francia  |  |  |  |  |  |  |  |  |  |  |  |  |  |  |  |  |  |  |  |  |
| |                    |                    |                    |                                |                                |                                |                                |                                |                                |                       |                       |                     |                     |                          |                          |                          |                          |                          |                          |                    |                    |                    |                    |                      |                      |                      |                      |                      |                      |  |  |                  |                  |                  |                  |                       |                       |                       |                       |                       |                       |                      |                      |                      |                      | Ladislao I de Nápoles | Ladislao I de Nápoles | Ladislao I de Nápoles | Ladislao I de Nápoles | Ladislao I de Nápoles | Ladislao I de Nápoles |                     |                     | Juana II de Nápoles | Juana II de Nápoles | Juana II de Nápoles | Juana II de Nápoles | Juana II de Nápoles  | Juana II de Nápoles |                    |                    |                       |                       | Luis II de Nápoles    | Luis II de Nápoles    | Luis II de Nápoles    | Luis II de Nápoles    | Luis II de Nápoles   | Luis II de Nápoles   |                    |                    |                        |                      |                      |                      |                      |                      | Carlos VI de Francia  | Carlos VI de Francia  | Carlos VI de Francia  | Carlos VI de Francia  | Carlos VI de Francia  | Carlos VI de Francia  |  |  |  |  |  |  |  |  |  |  |  |  |  |  |  |  |  |  |  |  |
| |                    |                    |                    |                                |                                |                                |                                |                                |                                |                       |                       |                     |                     |                          |                          |                          |                          |                          |                          |                    |                    |                    |                    |                      |                      |                      |                      |                      |                      |  |  |                  |                  |                  |                  |                       |                       |                       |                       |                       |                       |                      |                      |                      |                      |                       |                       |                       |                       |                       |                       |                     |                     |                     |                     |                     |                     |                      |                     |                    |                    |                       |                       |                       |                       |                       |                       |                      |                      |                    |                    |                        |                      |                      |                      |                      |                      |                       |                       |                       |                       |                       |                       |  |  |  |  |  |  |  |  |  |  |  |  |  |  |  |  |  |  |  |  |
| |                    |                    |                    |                                |                                |                                |                                |                                |                                |                       |                       |                     |                     |                          |                          |                          |                          |                          |                          |                    |                    |                    |                    |                      |                      |                      |                      |                      |                      |  |  |                  |                  |                  |                  |                       |                       |                       |                       |                       |                       |                      |                      |                      |                      |                       |                       | Luis III de Nápoles   | Luis III de Nápoles   | Luis III de Nápoles   | Luis III de Nápoles   | Luis III de Nápoles | Luis III de Nápoles | Renato I de Nápoles | Renato I de Nápoles | Renato I de Nápoles | Renato I de Nápoles | Renato I de Nápoles  | Renato I de Nápoles | Carlos IV de Maine | Carlos IV de Maine | Carlos IV de Maine    | Carlos IV de Maine    | Carlos IV de Maine    | Carlos IV de Maine    | María de Anjou        | María de Anjou        | María de Anjou       | María de Anjou       | María de Anjou     | María de Anjou     |                        |                      |                      |                      |                      |                      | Carlos VII de Francia | Carlos VII de Francia | Carlos VII de Francia | Carlos VII de Francia | Carlos VII de Francia | Carlos VII de Francia |  |  |  |  |  |  |  |  |  |  |  |  |  |  |  |  |  |  |  |  |
| |                    |                    |                    |                                |                                |                                |                                |                                |                                |                       |                       |                     |                     |                          |                          |                          |                          |                          |                          |                    |                    |                    |                    |                      |                      |                      |                      |                      |                      |  |  |                  |                  |                  |                  |                       |                       |                       |                       |                       |                       |                      |                      |                      |                      |                       |                       | Luis III de Nápoles   | Luis III de Nápoles   | Luis III de Nápoles   | Luis III de Nápoles   | Luis III de Nápoles | Luis III de Nápoles | Renato I de Nápoles | Renato I de Nápoles | Renato I de Nápoles | Renato I de Nápoles | Renato I de Nápoles  | Renato I de Nápoles | Carlos IV de Maine | Carlos IV de Maine | Carlos IV de Maine    | Carlos IV de Maine    | Carlos IV de Maine    | Carlos IV de Maine    | María de Anjou        | María de Anjou        | María de Anjou       | María de Anjou       | María de Anjou     | María de Anjou     |                        |                      |                      |                      |                      |                      | Carlos VII de Francia | Carlos VII de Francia | Carlos VII de Francia | Carlos VII de Francia | Carlos VII de Francia | Carlos VII de Francia |  |  |  |  |  |  |  |  |  |  |  |  |  |  |  |  |  |  |  |  |
| |                    |                    |                    |                                |                                |                                |                                |                                |                                |                       |                       |                     |                     |                          |                          |                          |                          |                          |                          |                    |                    |                    |                    |                      |                      |                      |                      |                      |                      |  |  |                  |                  |                  |                  |                       |                       |                       |                       |                       |                       |                      |                      |                      |                      |                       |                       |                       |                       |                       |                       |                     |                     |                     |                     |                     |                     |                      |                     |                    |                    |                       |                       |                       |                       |                       |                       |                      |                      |                    |                    |                        |                      |                      |                      |                      |                      |                       |                       |                       |                       |                       |                       |  |  |  |  |  |  |  |  |  |  |  |  |  |  |  |  |  |  |  |  |
| |                    |                    |                    |                                |                                |                                |                                |                                |                                |                       |                       |                     |                     |                          |                          |                          |                          |                          |                          |                    |                    |                    |                    |                      |                      |                      |                      |                      |                      |  |  |                  |                  |                  |                  |                       |                       |                       |                       |                       |                       |                      |                      |                      |                      |                       |                       |                       |                       |                       |                       |                     |                     |                     |                     |                     |                     |                      |                     | Carlos V de Maine  | Carlos V de Maine  | Carlos V de Maine     | Carlos V de Maine     | Carlos V de Maine     | Carlos V de Maine     |                       |                       |                      |                      |                    |                    | Luis XI de Francia     | Luis XI de Francia   | Luis XI de Francia   | Luis XI de Francia   | Luis XI de Francia   | Luis XI de Francia   |                       |                       |                       |                       |                       |                       |  |  |  |  |  |  |  |  |  |  |  |  |  |  |  |  |  |  |  |  |
| |                    |                    |                    |                                |                                |                                |                                |                                |                                |                       |                       |                     |                     |                          |                          |                          |                          |                          |                          |                    |                    |                    |                    |                      |                      |                      |                      |                      |                      |  |  |                  |                  |                  |                  |                       |                       |                       |                       |                       |                       |                      |                      |                      |                      |                       |                       |                       |                       |                       |                       |                     |                     |                     |                     |                     |                     |                      |                     | Carlos V de Maine  | Carlos V de Maine  | Carlos V de Maine     | Carlos V de Maine     | Carlos V de Maine     | Carlos V de Maine     |                       |                       |                      |                      |                    |                    | Luis XI de Francia     | Luis XI de Francia   | Luis XI de Francia   | Luis XI de Francia   | Luis XI de Francia   | Luis XI de Francia   |                       |                       |                       |                       |                       |                       |  |  |  |  |  |  |  |  |  |  |  |  |  |  |  |  |  |  |  |  |
| |                    |                    |                    |                                |                                |                                |                                |                                |                                |                       |                       |                     |                     |                          |                          |                          |                          |                          |                          |                    |                    |                    |                    |                      |                      |                      |                      |                      |                      |  |  |                  |                  |                  |                  |                       |                       |                       |                       |                       |                       |                      |                      |                      |                      |                       |                       |                       |                       |                       |                       |                     |                     |                     |                     |                     |                     |                      |                     |                    |                    |                       |                       |                       |                       |                       |                       |                      |                      |                    |                    | Carlos VIII de Francia |                      |                      |                      |                      |                      |                       |                       |                       |                       |                       |                       |  |  |  |  |  |  |  |  |  |  |  |  |  |  |  |  |  |  |  |  |

Fruto de su primer matrimonio (1294), contraído con Tamar Ángelo Comneno (que acabaría en divorcio en 1309), tuvo seis hijos:
- Carlos (1296-1315),[2] vicario de Romania, que resultó muerto en la batalla de Montecatini;[42]
- Juana (1297-1323), que se casó con Oshin de Armenia[2] y, luego, con Oshin de Córico;
- Felipe (1300-1330), déspota de Romania;[2]
- María (1302/1304-1368), abadesa de Conversano;
- Beatriz (1305-1340), que se casó con Gualterio VI de Brienne, duque titular de Atenas;[2]
- Blanca (1309-1337), que se casó con el Infante Ramón Berenguer de Aragón, conde de Prades.[71]

De su segundo matrimonio (1313), contraído con Catalina de Valois-Courtenay, nacieron:
- Margarita (c. 1325-1380), que se casó con Francisco de Baux, duque de Andria (de este matrimonio nacería Jaime de Baux, príncipe de Acaya y emperador titular de Constantinopla);[72]
- Roberto (1326-1364), príncipe de Tarento, emperador titular de Constantinopla como Roberto II;[66][73]
- Luis (1327/1328-1362),[66] príncipe de Tarento y rey de Nápoles por derecho de su esposa;
- Felipe II (1329-1374),[66] príncipe de Tarento y Acaya, emperador titular de Constantinopla como Felipe III.[67]